# 태평양 전쟁
태평양 전쟁(영어: Pacific War)  때때로 아시아-태평양 전쟁(영어: Asia–Pacific War)은 제2차 세계 대전의 전역 중 하나로 태평양과 동아시아에서 벌어진 전쟁이다. 아시아-태평양 전구와 남서 태평양 전구, 동남아시아 전역 등을 비롯한 태평양 일대의 넓은 지역과 중국, 그리고 만주 및 한반도 북부 일대가 태평양 전쟁의 전역 범위에 해당한다.
일반적으로 태평양 전쟁의 발발 시기는 일본 제국이 태국, 말레이시아 및 싱가포르, 홍콩을 침공하고 미군 주둔 지역인 진주만과 웨이크섬, 괌, 필리핀에 공격을 가한 1941년 12월 7일 또는 8일로 보고 있다. 전쟁은 이후 일본이 네덜란드령 동인도를 침공하고 태평양 제도를 확보하면서 태평양 전체로 확대되었다. 
1945년 8월 15일 일본 제국은 옥음방송을 통해 연합국에 항복 의사를 전달했지만, 공식적인 일본의 항복은 1945년 9월 2일 도쿄만에 정박한 USS 미주리 (BB-63)에서 진행되었다. 한편 1945년 8월 28일부터 미군의 주도 하에 연합국의 일본 통치가 시작되었다. 연합군의 일본 점령 기간 동안 극동국제군사재판이 열려 일본 제국의 여러 정치인 및 군인들이 재판을 받았으며, 일본 제국의 여러 행정 기구 및 군사 편제가 해산되었다.
태평양 전쟁 이후 일본 제국이 점령한 대만  및 펑후제도는 중화민국에 반환되었고, 사할린섬 남부와 쿠릴열도는 소련이 점령했으며, 중일 전쟁 시기 점령한 중국 대륙의 영토와 프랑스령 인도차이나도 중국 및 프랑스에 반환되었다. 미국이 점령한 남양 군도는 1947년 유엔의 신탁통치를 받는 태평양 제도 신탁통치령이 되었다.
베트남은 태평양 전쟁 이후 베트민이 주축이 되어 베트남 민주공화국을 건국했고, 인도네시아에서는 옛 향토방위의용군 출신 군인들이 네덜란드의 지배에 반기를 들고 인도네시아의 독립 및 인도네시아 공화국 건국을 선포했다. 중국에서는 국민당과 공산당 사이에 내전이 발발했다. 한반도는 미국과 소련의 협의 하에 38선을 경계로 남북으로 분단되었다.

## 개요

### 전쟁의 이름

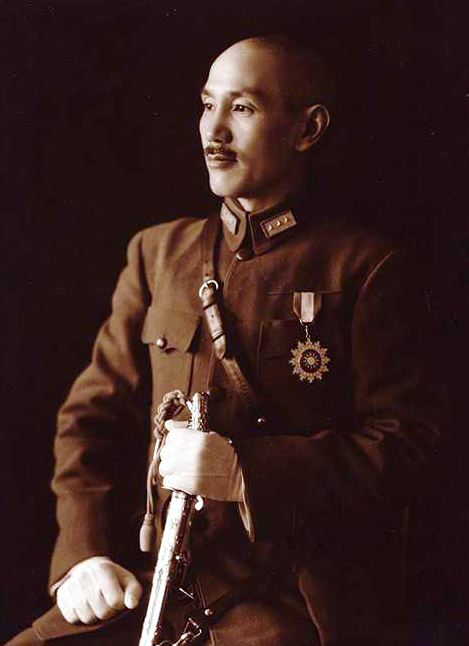
1942년부터 1945년까지 중일 전쟁 연합군 총사령관이었던 중화민국의 총통 장제스.

연합국에서 일반적으로 "태평양 전쟁"은 제2차 세계 대전과 큰 구별이 없거나, 대 일본 전쟁으로 알려져 있다. 미국에서는 아시아-태평양 전구가 더 널리 쓰이고 있지만, 이는 버마 전역이나 중국에서의 전쟁 또는 다른 동남아시아 지역에서의 여러 전투와의 관계 측면에서는 부적절한 명칭이었다. 일본에서는 대동아전쟁이라는 이름을 쓰는데, 이는 1941년 12월 10일 당시 일본 내각이 채택한 결정에서 비롯된 것으로 서구 연합군과의 전쟁 및 중국에서 진행 중이던 전쟁을 둘 다 언급하는 것이었다. 이는 12월 12일 아시아 국가들이 서양 국가들로부터 독립하기 위해서는 대동아공영권이라는 질서 하에 놓여야 한다고 설명하면서 대중에 공개되었다.
1945년부터 1952년까지 미 군정 하의 일본에서 이러한 용어들은 사용이 금지되었으며, 전쟁은 공식적으로 태평양 전쟁으로 알려지게 되었다. 일본에서는 1931년 만주사변을 포함하여 15년 전쟁이라 부르기도 한다.

### 참여 국가

1939년 아시아-태평양 지역의 세력 판도

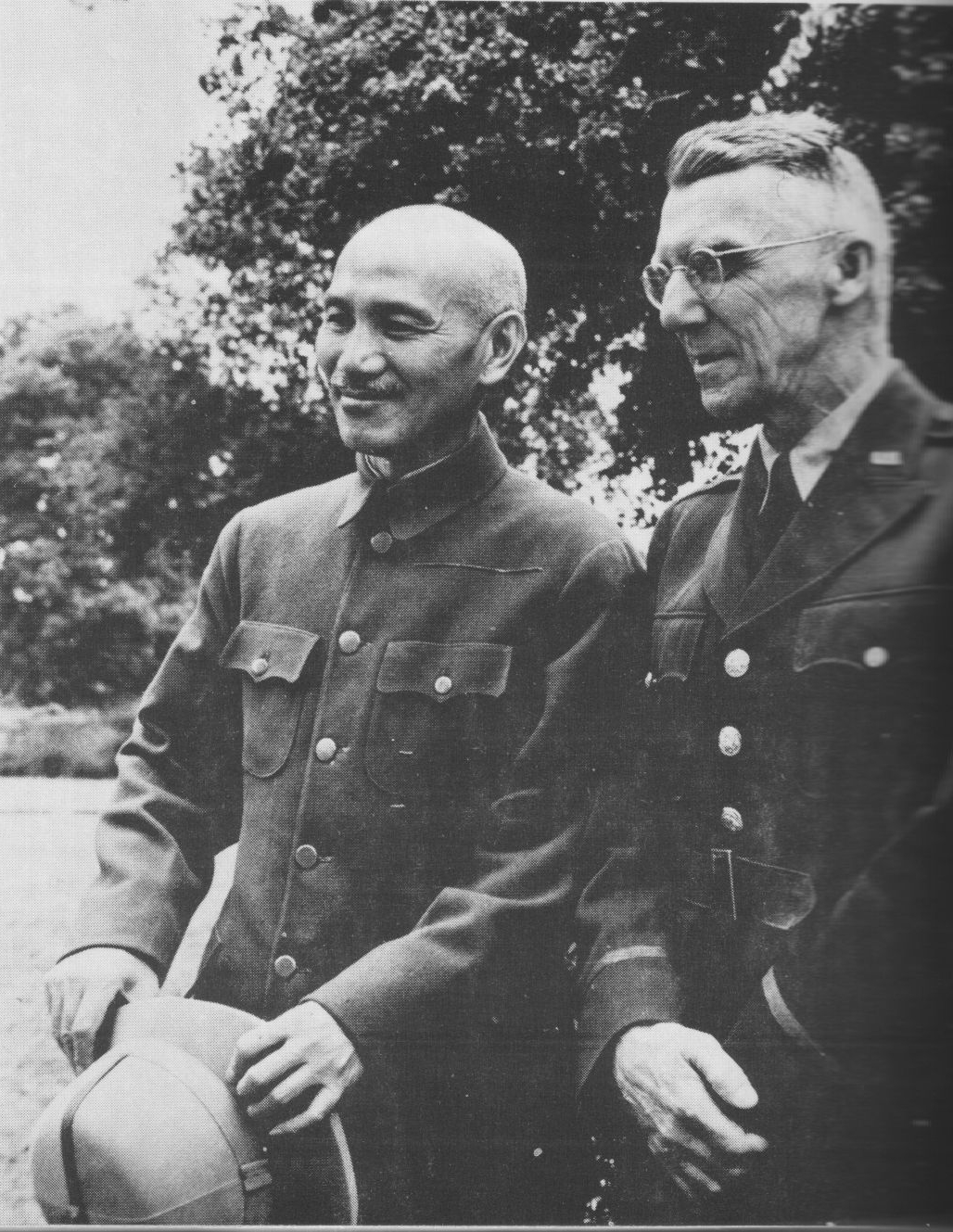
장제스와 조지프 스틸웰이 같이 찍은 사진이다.

2차 세계 대전 기간 동안 일본 정부를 지지하고 있던 추축국은 1941년 일시적으로 동맹을 맺었다. 1941년 일본군이 남부 태국을 침공하고 이후 태국의 파야프군이 버마 지역을 침공해 버마 북동부를 점령했다. 또한 일본의 괴뢰국이었던 만주국과 몽강자치연합정부, 협력주의 국가였던 왕징웨이 정권도 일본의 전쟁에 가담했다. 이 외에도 일본은 자유 인도 임시정부를 비롯한 점령지 곳곳에 괴뢰정권을 수립해 연합국과 맞섰다.
일본군은 수많은 병사들을 한국과 대만에서 징집해갔다. 좀 더 좁은 범위에서, 비시 프랑스나 버마 국민군, 또는 인도 국민군은 태평양 전쟁의 여러 지역에서 활발히 일본군을 도왔다. 홍콩, 필리핀, 네덜란드령 동인도, 뉴기니, 영국령 말라야, 영국령 보르네오, 내몽골, 그리고 구 프랑스령 인도차이나의 협력주의 부대가 일본의 전쟁에 도움을 주었으며 티모르의 군벌도 일본군과 협력했다.
나치 독일과 이탈리아 왕국은 태평양 전쟁에서 제한적인 활동을 했다. 독일의 전쟁해군과 이탈리아 왕국 해군은 인도양과 태평양에 잠수함과 무장 상선만을 투입할 수 있었다. 이탈리아는 중국에 있는 조차지의 해군 기지를 활용할 수 있었지만 독일군은 그렇지 못했다. 진주만 공격 이후 일본이 미국에 전쟁을 선포함으로써 양국 해군은 일본 해군 시설을 이용할 수 있게 되었다.
주요 연합국에는 미국, 영국, 중화민국, 캐나다, 오스트레일리아, 필리핀 자치령, 네덜란드, 뉴질랜드 등이 있었다. 멕시코, 자유 프랑스, 몽골 인민 공화국 등 수많은 기타 국가들이 전쟁에 참여했으며 대다수는 영국의 식민지 국가였다. 이 외에도 항일전에 다양한 조직들이 참여했는데, 대표적으로 중국 공산당의 팔로군과 신사군, 대한민국 임시정부의 한국 광복군, 필리핀의 후크발라합, 프랑스령 인도차이나의 베트민이 있다. 이들은 미국의 OSS나 소련의 지원을 받으며 항일전을 전개했다.
소련도 1938년부터 1939년까지 일본과 전쟁을 벌였으나 소련-일본 중립 조약의 체결로 1945년까지 중립으로 남아 있었다. 이후 얄타 회담에서 소련의 대일전 참전이 결정되었고, 1945년 8월 8일 소련은 중립 조약 파기 후 중국 및 내몽골, 그리고 한반도 일대의 일본군을 향해 공격을 개시했다.

### 전역

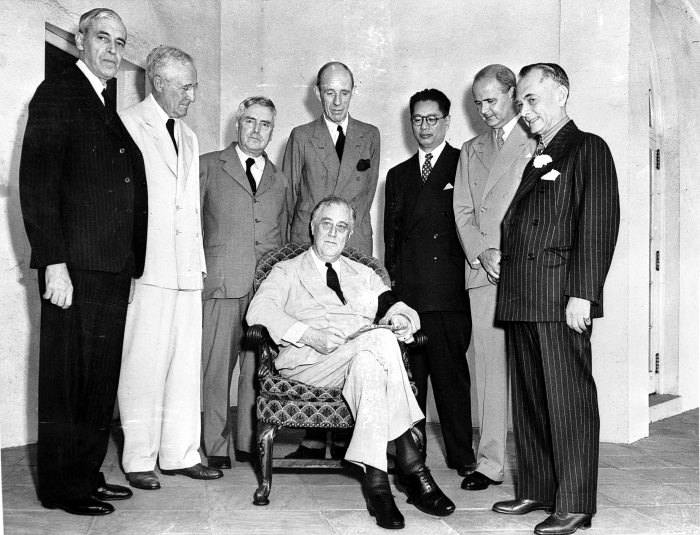
1942년 10월 12일, 태평양 전쟁 회의의 대표들이 사진을 찍었다. 앉아있는 사람이 미국의 대통령 루즈벨트고, 그 뒤로 좌측부터 오스트레일리아의 딕슨 경, 캐나다의 레이튼 맥카시, 뉴질랜드의 월터 내시, 영국의 핼리팩스 경, 중국의 쑹쯔원, 네덜란드의 루던, 필리핀의 마누엘 L. 케손, 인도의 디비자이신지 란지트신지 장군이다.

1942년부터 1945년까지 태평양 전쟁에는 크게 4가지 전역이 있다. 중국, 중앙태평양, 동남아시아, 남서태평양이 그것이다. 미국은 이 전역들을 태평양 전역과 제2차 세계 대전의 중국 버마 인도 전역으로 통칭하기도 하지만, 이들은 작전 사령부가 쓰는 명칭은 아니다. 태평양은 2개의 최고사령부로 분류되었는데, 하나가 태평양 지역이고 다른 하나는 남서태평양 지역이다.

## 배경

### 일본과 중국의 충돌

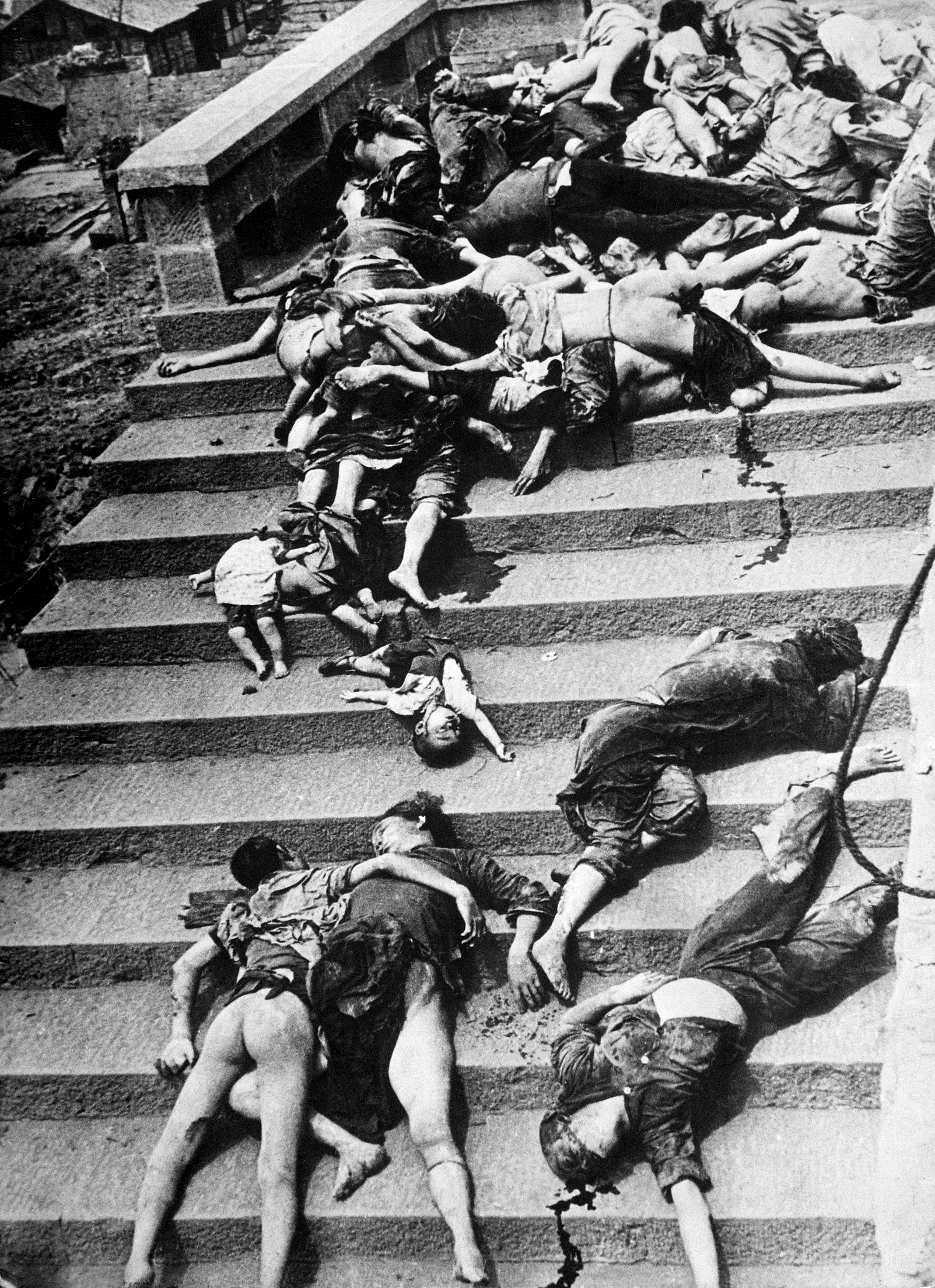
1941년 충칭 대공습 당시 중국 민간인이 입은 피해

1932년 일본의 만주국 수립 이후 1937년 일본은 만주에 대한 통제권을 확보하고 중국 내륙으로 진격할 준비를 마쳤다. 1937년 7월 7일, 루거우차오 전투로 중국과 일본의 전면전이 발발한 국민당과 중국 공산당은 서로 간의 내전을 중지하고 제2차 국공합작을 이루어내는데 성공했다. 소비에트 연방은 중소 비침공 조약을 체결해 중국에 대규모 지원을 시작했다. 1937년 8월, 총통 장제스는 상하이 전투에 정예군 30만 명을 투입했으나 3달 후 상하이는 함락되었다. 일본군은 지속적으로 중국군을 공격해 1937년 12월 난징을 점령하고 난징 대학살을 자행했다. 1938년 3월, 국민군은 타이얼좡 전투에서 일본군을 상대로 첫 승리를 거두었다. 그러나 쑤저우 전투에서 일본군에 패배하여 쑤저우가 일본의 수중에 떨어졌다. 1938년 6월 일본군은 우한 전투에서 35만 명의 병력을 파견해 10월에 점령했다. 그러나 일본의 승리에도 불구하고 미국을 비롯한 세계 각국은 파네이함 사건 이후 일본의 행위를 비난했다.
1939년 일본은 러시아의 극동 지방으로 진출하려는 시도를 했으나 할힌골 전투에서 게오르기 주코프가 이끄는 소련-몽골 연합군에게 패배했다. 이후 일본은 북쪽으로 진출하려는 시도를 접었고, 소련은 소련-일본 중립 조약 체결 이후 중국에 대한 지원을 중단했다. 1940년 9월, 일본은 중국의 유일한 외국과의 접경 지대인 인도차이나 일대를 포위하여 막기로 결정한다. 이 무렵 인도차이나는 비시 프랑스의 지배 하에 있었다. 일본의 프랑스령 인도차이나 침공은 일본군의 승리로 끝났다. 이후 1940년 9월 27일, 일본은 나치 독일 및 이탈리아 왕국과 군사 동맹을 체결하고 추축국의 일원이 된다. 1944년까지 삼국은 서로 협조를 하지 않고 있는 상황이었다.
일본군이 창사 전투와 쉬시산-자오양 전투에서 예상치 못하게 패배함으로써 전쟁은 새로운 국면에 접어들었다. 이후 중국 국민군은 대규모의 겨울 공세를 1940년 초 감행했으나 군사 및 산업적 수용 능력의 부족으로 1940년 3월 일본군의 반격에 무산되었다. 1940년 8월 중국 공산당은 백단대전을 감행해 승리를 거두었고, 일본은 이에 대한 보복으로 삼광 작전을 실시해 공산당의 인적·물적 자원을 완전히 제거하고자 했다. 1941년 분쟁은 국지전으로 바뀌었다. 일본은 중국의 북부, 중부, 그리고 해안 지역을 점령했으나 국민정부는 충칭을 임시 수도로 삼고 내륙으로 후퇴했으며 중국 공산당은 산시에 남아 저항전을 지속했다. 추가적으로 일본의 화북 및 화중 지배는 미약했다. 일본은 철도와 대도시만을 점령하고 있었으며, 중국의 교외 지역에는 군사 정부나 행정 기관이 존재하지 않았다. 일본은 중국군의 공격 및 철수 이후 재조직이 남서부 중국의 산악 지역에서 이루어지고 있음을 발견했고, 중국 공산당은 화중 및 중국 동부 지역에서 일본군의 최전방 일대에 게릴라전과 사보타주를 지속했다.
일본은 왕징웨이 등이 이끄는 몇몇 괴뢰 정부를 지지했다. 그러나 이러한 정책은 중국인들에게 잔혹성을 동반하거나 정부에 실제 권력을 양도하지 않거나 몇몇 적대적 정권을 지지함으로써 장제스가 이끄는 국민정부에 실용성 있는 대안을 만드는데 실패했다. 신사군 사건을 비롯해 전선 뒤에서는 중국 공산당과 중국 국민당이 영토와 국민을 두고 충돌이 일어나는 사건이 발생해 그들의 협력을 사실상 종결시키기도 했다. 이러한 전쟁에서 일본군은 상하이, 우한, 충칭과 같은 중국의 대도시에 전략폭격을 가했으나 1938년 2월부터 1943년 8월까지 5,000번의 공습을 수행했고, 이 결과 중국의 도시는 황폐해졌으며 최소 26만 명에서 35만 934명의 민간인 피해도 있었다.

### 일본과 서방권 국가의 충돌
1935년 초부터 일본의 군사 전략가들은 석유 매장량으로 인해 네덜란드령 동인도가 일본에 상당한 중요성이 있다고 결론을 지었다. 1940년 이들은 이것을 인도차이나, 말라야, 필리핀으로 확장시켰으며 대동아공영권이라는 개념 하에 이를 편입시켰다. 일본군은 하이난섬, 대만, 하이퐁 등지에 여러 군사 기지를 설치했고, 일본 군부는 공공연히 피할 수 없는 전쟁에 대해 이야기하기도 했다. 제독 타카하시 산키치는 미국과의 결전도 필요하다면 할 수 있다고 말했다.
일본 군국주의의 실패로 오스트레일리아, 영국, 미국, 네덜란드 망명정부를 포함한 서방권 국가들은 석유 및 철강의 수출을 제재하며 중국과 프랑스령 인도차이나에서의 군사적 활동을 이어나갈 시 천연자원의 수출도 제한하겠다고 밝혔다. 일본 정부와 민족주의자들은 이러한 제재를 일본에 대한 공격이라 판단했다. 국내 소비 석유의 80%가 수입산 석유였던 일본은 경제적, 군사적으로 타격을 입을 수 밖에 없었다. 일본 언론은 군사 프로파간다에 영향을 받아 미국, 영국, 중국, 네덜란드의 포위가 시작되었다고 보았다. 경제적 붕괴와 점령 영토에서 철수 사이에서 선택을 해야 하는 일본 정부는 1941년 4월이나 5월 사이에 서방권 국가들을 향해 공격을 감행하기로 계획했다.

### 남진
일본이 분쟁 초기에 중요하게 생각한 목표는 네덜란드령 동인도와 영국령 말라야에 있는 경제적 자원을 확보하여 연합군의 제재 효과로부터 벗어나는 것이었다. 남방 계획이라 불리는 이 작전은 영국과 미국의 친밀한 관계 때문에 결정된 것이었다. 이로 인해 미국은 일본과의 전쟁에 참여할 수 밖에 없었고, 일본은 필리핀 웨이크섬, 괌과 같은 지역도 점령하고자 했다.
일본이 연합군의 반격을 막기 위해 중요 목표를 점령하고 방어선을 설치한다는 제한전이 일본의 계획이었으며 이는 연합국을 협상하게 하려는 일본 정부의 의도가 내재된 것이었다. 하와이 진주만에 주둔한 미국 태평양 함대에 대한 일본 제국해군의 공격이 방어선 수립을 완성하는 데 도움이 되었다. 전쟁의 초기 단계는 2가지 작전으로 구분되었다. 첫번째 작전은 필리핀, 영국령 말라야, 보르네오, 버마, 라바울, 네덜란드령 동인도를 점령하기 위해 3개의 세부적인 군으로 나누는 것이었다. 두번째 작전은 뉴기니, 뉴브리튼, 피지, 사모아와 같은 남태평양의 도서 지역과 오스트레일리아의 전략적 요충지를 점령하는 것이었다. 중앙태평양에서는 미드웨이 제도가, 북태평양에서는 알류산 제도가 전략적 요충지로 지정되었다. 이러한 중요 지역의 점령은 연합군이 반격을 하기 전에 방어를 완성시킬 수 있었다.
11월 이러한 계획들은 필수적으로 완결되어야 하는 것이 되었고, 다음 달에 약간의 수정을 거쳤다. 일본 군사전략가는 영국과 소련이 나치 독일의 위협에 맞서고 있었고, 소련은 중립 조약을 체결한 것을 염두에 두고 기습의 성공을 예상했다. 일본 지도층은 미국과의 전통적 방식으로 완벽한 승리를 거두는 것은 불가능하다고 보았다. 대안은 그들 초기의 승리 이후 평화 협상에 나오는 것으로, 미국이 아시아에서 일본의 헤게모니를 인정하는 것이 조건이었다. 실제로 일본 총사령부는 수용가능한 협상이 미국 정부에 도달되어야 한다고 보았고 공격권이 주어졌다면 공격들을 취소할 수 있다고 보았다. 일본 지도층은 미국과의 전쟁 수행을 청일 전쟁과 러일 전쟁에서 얻은 경험에 기초하고 있었다. 두 전쟁은 약소국이었던 일본이 강대국을 꺾은 것으로 두 국가를 완전히 정복한 것은 아니었다.
그들은 미국의 태평양 함대가 필리핀으로 이동하여 제국해군의 항로를 방해하지 않고, 자국 해군의 계획과 선언은 숨기기를 원했다. 만약 미국이나 영국이 선제공격을 한다면 약정된 계획은 그들의 위치를 고수하며 총사령부의 명령을 대기하는 것을 바뀔 수 있었다. 계획가들은 필리핀과 말라야 기습에 성공 가능성이 있다고 보았고 소련군에게 선제 공격을 가하는 최악의 상황도 생각하고 있었다.

## 일본의 공세

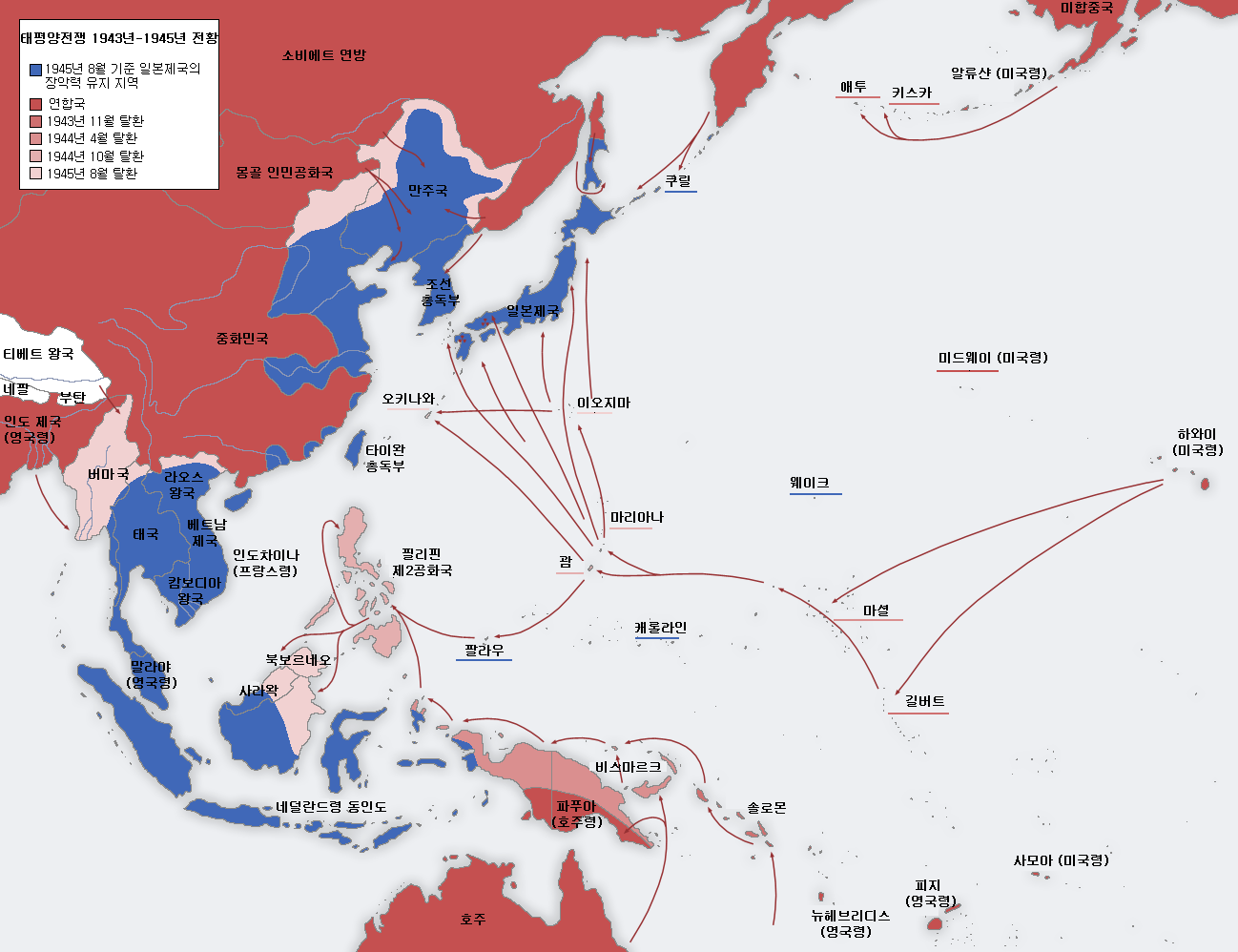
1943년부터 1945년까지의 일본군 영역

1941년 12월 7일 일본군은 진주만 공격으로 하와이에 있는 미국의 기지들을 습격했다. 같은 날 일본군은 괌, 웨이크섬, 필리핀, 영국 식민지인 홍콩과 타이, 말라야를 공격하여 동남아시아 일대에서도 영향력을 확보하려고 하였다. 공격 직후 12월 8일 일본의 대미영 선전포고가 전달되었고 같은 날 영국의 대일 선전포고와 미국의 대일 선전포고가 발표되며 양측은 공식적으로 전쟁 상태에 돌입하였다.

### 진주만 공습

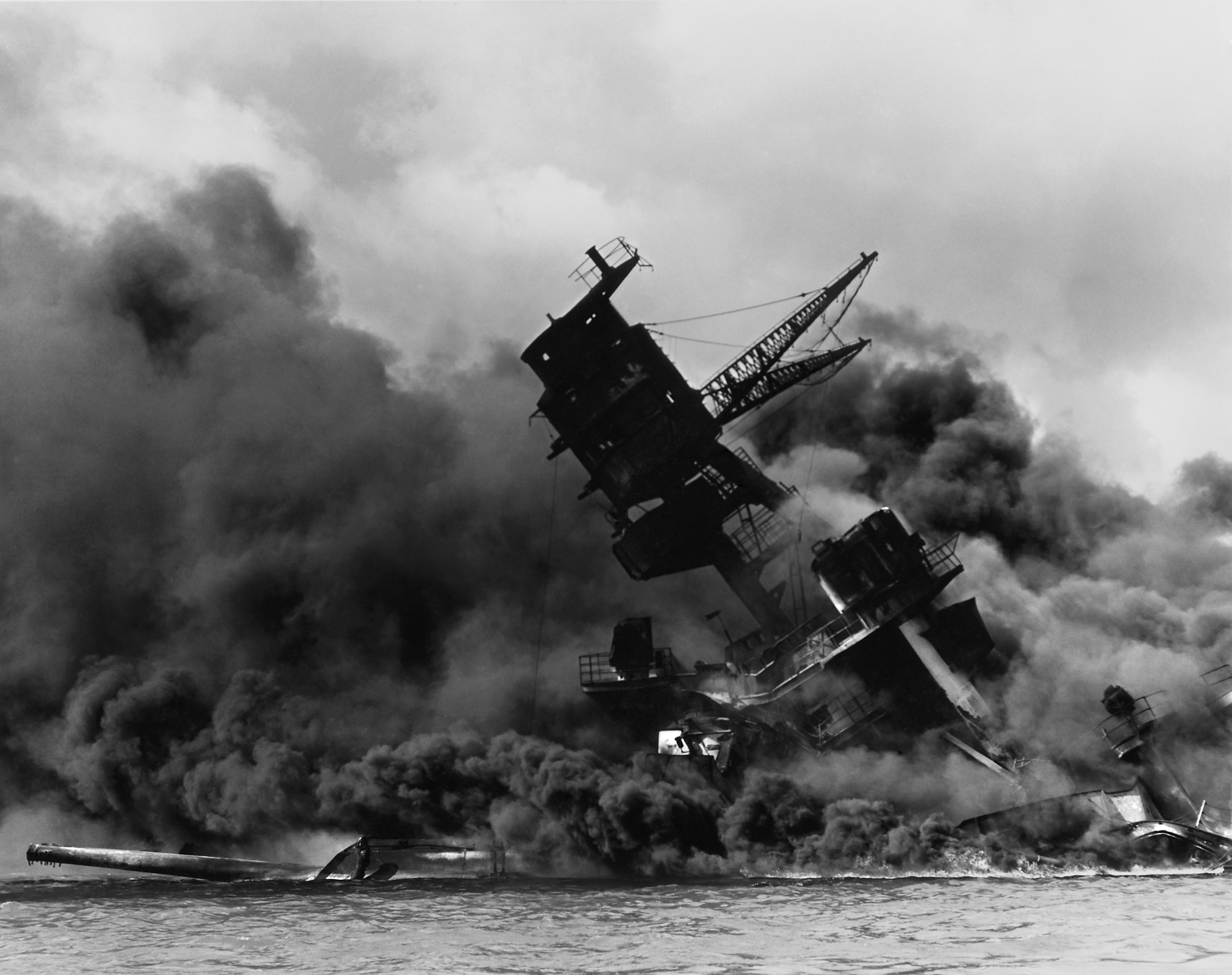
가 일본군의 공습 이틀 후 불타고 있다.

하와이 시간대로 1941년 12월 7일, 일본은 선전포고 없이 미국 태평양 함대의 기지인 진주만에 공습을 가했다. 미국 태평양 함대는 재기불능이 되었고 8대의 미국 전함이 완파되었고, 188대의 전투기가 파괴되었으며 2,403명의 미국 시민이 사망했다. 미국은 이 무렵 어떤 국가와도 공식적으로 전쟁 중인 상태가 아니었다. 일본 대사관의 문서를 해독하지 못했고 일본의 최후 통첩이 미국 정부에 12월 7일 정오 이후에 도달했기 때문이었다. 이는 진주만에서 죽거나 다친 사람들이 전투원이 아니었음을 의미했다. 미국 구축함이 일본군과 교전했으나 미국 의회는 전쟁을 선포하지 않은 상황이었다. 일본군은 기습 공격과 대규모 피해로, 미국 정부가 협상에 나서 일본의 아시아 영역을 인정해줄 것이라고 바랐다. 그러나 이런 도박은 통하지 않았다. 미국의 피해가 예상보다 심각하지 않았기 때문이다. 미국의 항공 모함은 이 때 당시 바다에 있었으며, 중요한 해군 시설과 잠수함 기지, 그리고 정보국이 피해를 입지 않았다. 일본의 철수 전략은 일본 해군의 능력보다 더한 것이었으며 미국의 지연전에 의존한 것이었다.
진주만 공격 이전에 미국에서는 고립주의 여론이 강하여 80만 명의 '미국 우선주의 위원회'가 유럽에서의 전쟁에 개입을 반대했고 영국과 소련에 무기대여법을 통해 이 국가들에 군사적 지원을 하는 것에도 반대했다. 그러나 진주만 공격 이후 여론이 급변하면서 이러한 전쟁 반대 주장은 완전히 사라졌다. 1941년 12월 8일, 미국, 영국, 캐나다, 그리고 네덜란드가 일본에 전쟁을 선포했으며 이후 중화민국과. 오스트레일리아가 12월 9일 전쟁을 선포했다 나치 독일과 이탈리아 왕국은 1942년에 미국에 전쟁을 선포해 2개의 전역을 유도했다. 이것은 대전략으로 여겨지는데, 그 이유는 이것이 독일이 미국의 일본에 대한 시선을 집중시킴으로써 얻는 이익을 폐지했기 때문이다.

### 동남아시아 공격

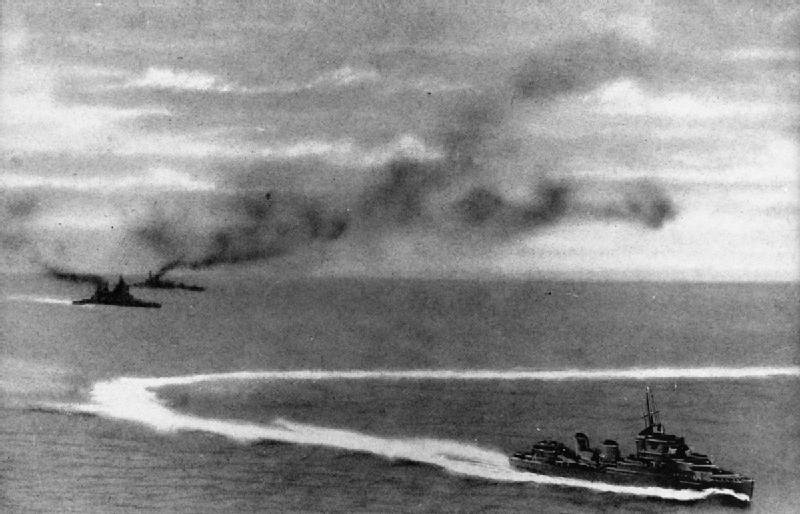
HMS 프린스 오브 웨일스와 HMS 리펄스가 일본 항공모함의 공격을 받고 있다

영국, 오스트레일리아, 네덜란드군은 이미 나치 독일과 2년 간 전쟁을 벌였기에 인력과 물자가 부족했으며 중동과 북아프리카, 동아프리카에 치열한 전투를 벌이고 있었다. 이에 따라 이들은 전투에 익숙한 일본군과 달리 미약한 저항을 할 수 밖에 없었다. 연합군은 전쟁 초기 6개월 동안 패배를 맛보았다. 영국의 두 전함이었던 HMS 프린스 오브 웨일스와 HMS 리펄스는 1941년 12월 10일 일본 항공모함의 공격으로 침몰했다.
홍콩은 12월 8일 공격을 받았으며, 12월 25일 일본군의 손에 떨어진다. 그러나 이 전투에서 캐나다군과 왕립 홍콩 의용군은 뛰어난 활약을 보여주었다. 미군의 주요 기지였던 괌과 웨이크섬도 이 무렵 일본에 점령되었다.
1942년 1월 1일 연합국 공동 선언에 따라 영국 장군 아치볼드 웨이벌이 동남아시아 연합군 최고 사령부인 ABDA 사령부의 사령관으로 임명되었다. 이로 인해 웨이벌은 버마에서 필리핀과 북부 오스트레일리아에 이르는 지역을 통제할 수 있는 권한을 얻었다. 영국령 인도 제국, 하와이, 그리고 오스트레일리아의 다른 지역은 개별적인 지역 사령부가 있었다. 1942년 1월 15일, 웨이벌 자와섬의 반둥으로 이동해 사령부의 통제권을 맡았다.

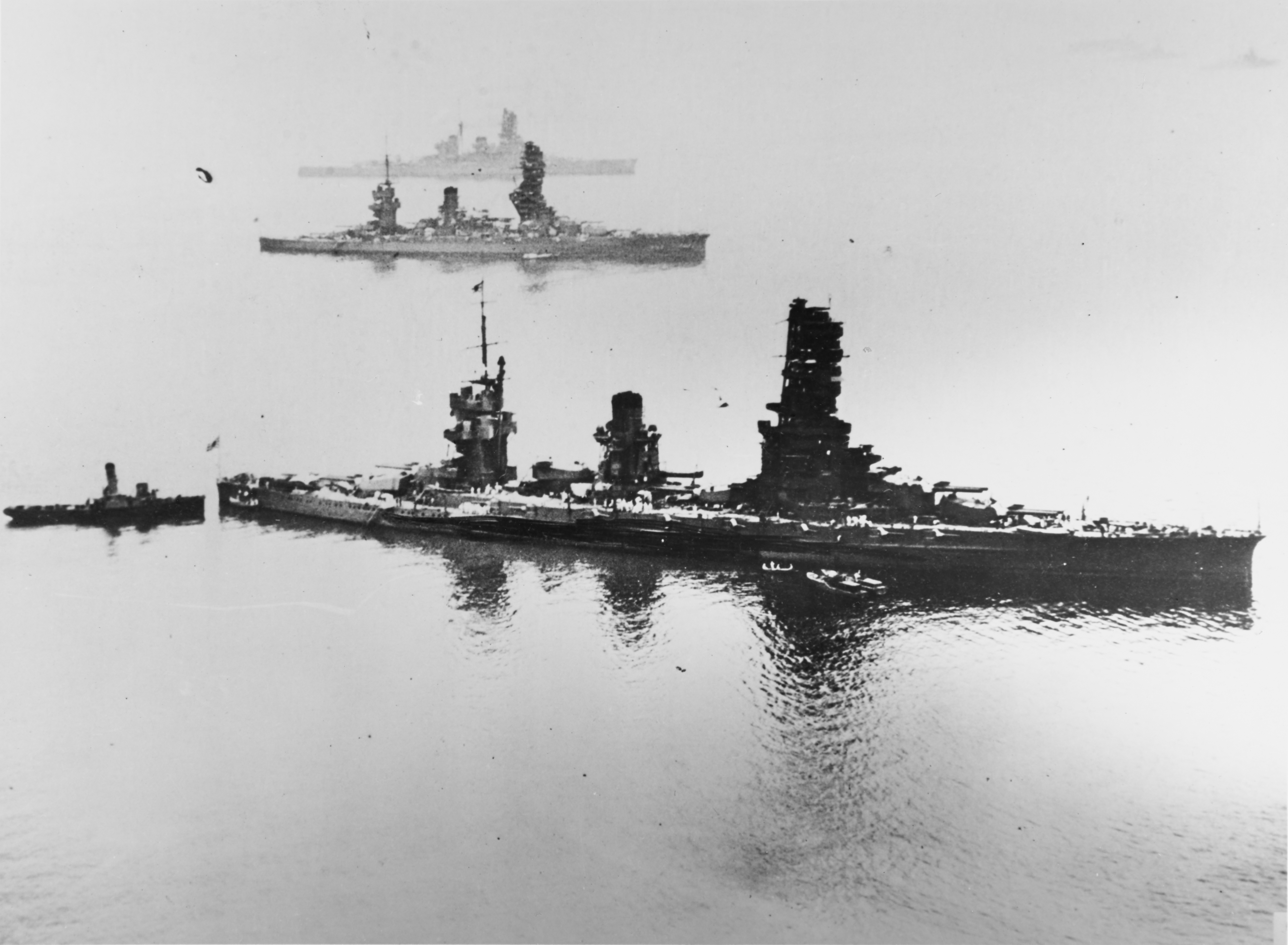
일본 전함 야마시로,후소,그고 하루나.

1942년 1월, 일본은 버마, 네덜란드령 동인도, 뉴기니, 솔로몬 제도를 침공했고 마닐라, 쿠알라룸푸르, 라바울을 점령했다. 1942년 말라야에서 쫓겨난 이후 싱가포르의 연합군은 싱가포르 전투 동안 일본군에 저항하려고 시도했으나 2월 15일 일본군에 전원 항복했다. 13만 명의 인도, 영국, 오스트레일리아와 네덜란드 군이 전쟁포로로 수감되었다. 이후 정복의 속도는 빨라졌다. 발리와 티모르 섬 또한 2월에 점령되었다. 연합군의 급속한 저항 붕괴로 ABDA 사령부는 2개로 분열되었다. 웨이벌은 2월 25일 사령관 직에서 사임되어 인도 사령관이 되었다.

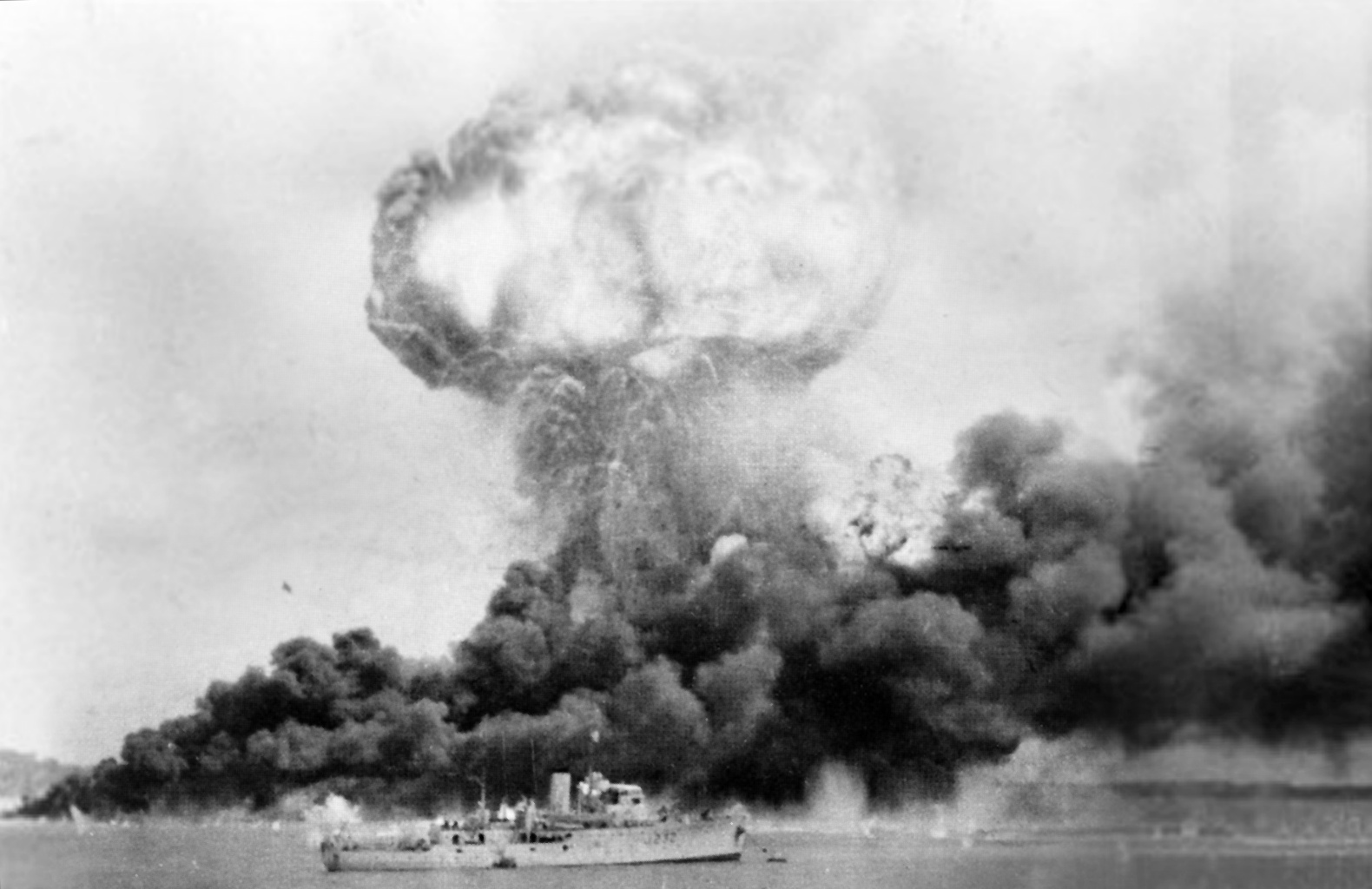
1942년 2월 19일, 오스트레일리아 북부의 소도시인 다윈이 다윈 공습 이후 불타고 있다.

한편, 일본 항공기는 동남아시아에서 연합군의 제공권을 제거하는데 실패했으며 북부 오스트레일리아에 지속적으로 공습을 시도했다. 이는 1942년 2월 19일 다윈 공습을 통해 심리적으로 오스트레일리아인을 위협하는 것에서 시작되었다. 이 공습으로 243명의 오스트레일리아인이 사망했다.
자바 해 해전에서 일본 제국 해군이 카렐 두르만 제독이 이끄는 ABDA 주요 해상 병력을 패배시켰다. 네덜란드령 동인도 전역 또한 연합군이 자바에서 항복함으로써 끝나가고 있었으며 이후 수마트라에서 연합군은 일본군에 완전히 항복했다.
1942년 3월부터 4월까지 일본 항공모함은 인도양 일대에 대대적인 공습을 가했다. 영국 왕립 해군 기지가 있던 실론섬이 공격을 받아 항공모함 헤르메스와다른 연합군 함선이 침몰되었다. 이로 인해 왕립 해군은 인도양 서부로 철수하였다. 이것은 일본군이 버마와 인도에서 공격을 가할 수 있는 기회를 준 것이었다.

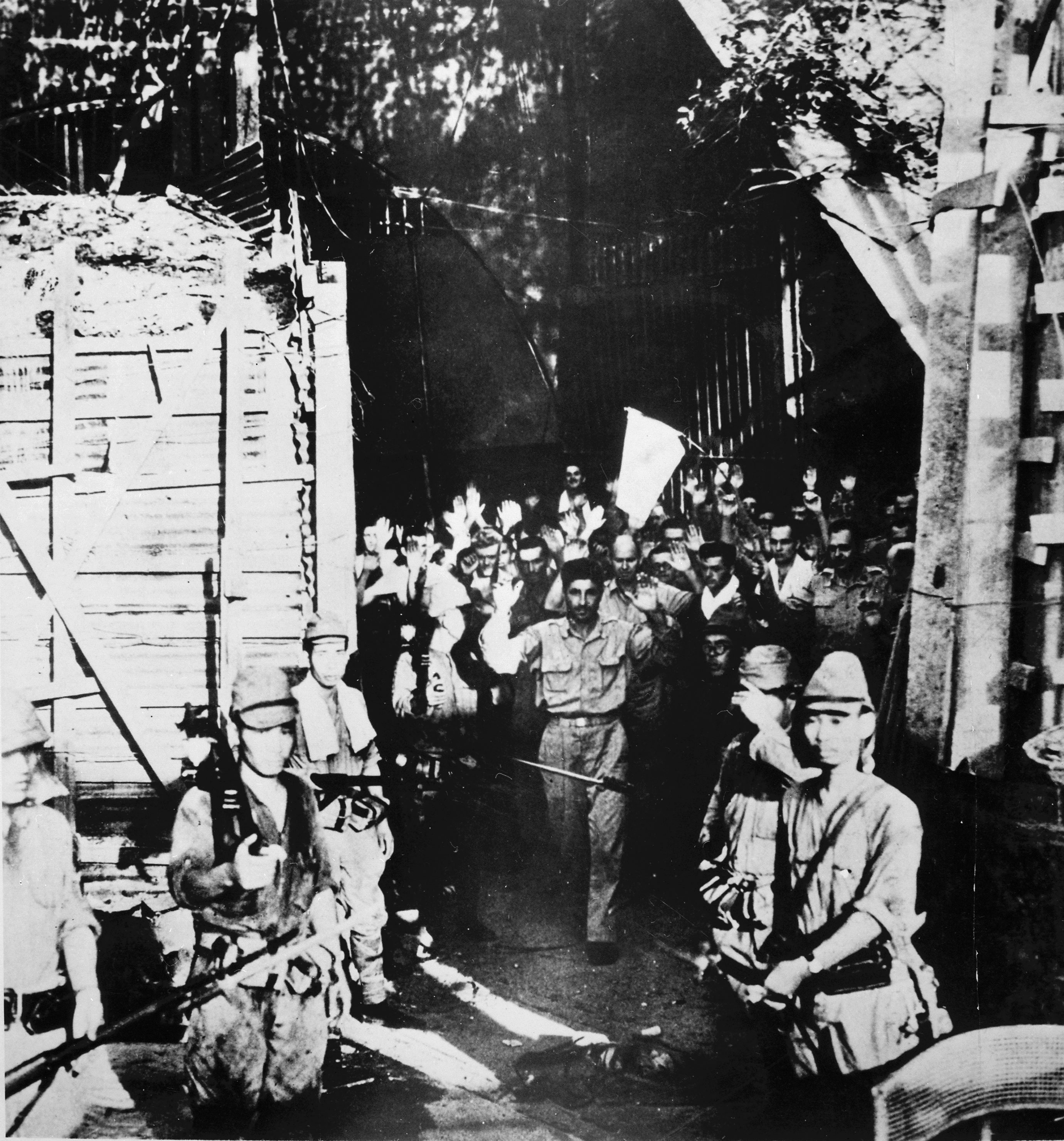
1942년 5월 코리히도르 전투 이후 일본군에 항복하는 미군

버마에서 영국군은 지속적인 압박으로 양곤에서 인도-버마 국경 지대로 철수했다. 이는 중국 국민당과 연합군을 이어주는 보급로인 버마 통로가 끊겼음을 의미했다. 1942년 3월부터 중화민국 해외원정군이 윈난-버마 통로 전투를 시작으로 북부 버마에 주둔한 일본군을 공격하기 시작했다. 4월 16일 7,000명의 영국군이 일본 제33사단과 예난걍 전투 중 포위되었으나 쑨리젠이 이끄는 중국 제38사단에 의해 구조되었다. 중국 국민당과 공산당의 협력이 우한 전투 이후 약해지고 두 집단 사이에 분쟁이 발생했다. 국민당 게릴라군은 공산당에 흡수되었고, 중국 국민당의 간부가 대부분 장제스에 충성하는 군벌이었지만 그의 직속이 아니었다. 이는 버마에서 활동하는 중국군의 공세가 약화되는 것을 의미하기도 했다.
필리핀군과 미군은 1942년 5월 8일까지 저항했다. 이 무렵 8만 명 이상의 병사들이 항복을 강요받았다. 이 무렵 연합군 최고사령관으로 임명된 더글라스 맥아더는 오스트레일리아에 있는 상황이었고, 제독 체스터 니미츠가 이끄는 미국 해군이 태평양 지역의 나머지 부분을 맡았다. 이러한 분할된 지휘 계통은 수송 체계에 있어서 불운한 결과를 낳게 되었으며, 결과적으로는 전쟁에도 악영향을 미쳤다.

### 오스트레일리아 위협
1941년 말, 일본군의 진주만 공격 이후, 오스트레일리아의 정예 병력은 히틀러에 맞서 지중해 전구에서 싸우고 있었다. 오스트레일리아는 무장 부족, 항공 모함, 중폭격기, 그리고 현대식 전투기의 결여로 공격에 제대로 준비가 갖춰지지 않았다. 처칠로부터 강화를 요구받고 있었음에도 오스트레일리아 총리 존 커틴은 1941년 12월 27일 역사적 선언을 통해 미국으로부터 도움을 요청했다.

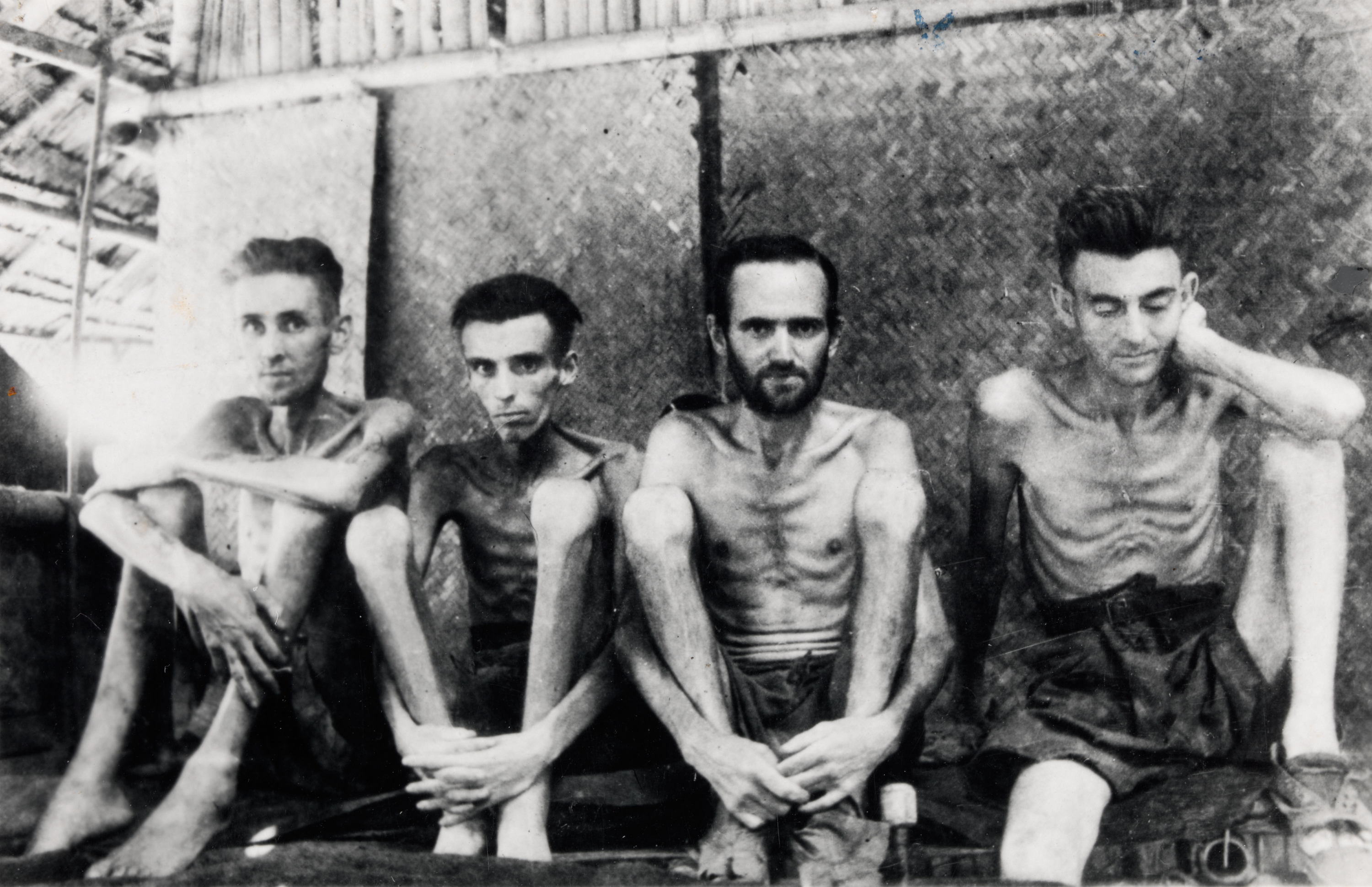
1943년 타이 타르소에 수감된 네덜란드 및 오스트레일리아 전쟁 포로. 22,000명의 오스트레일리아군이 일본군에 붙잡혔고, 이 중 8,000명이 사망했다.

오스트레일리아 정부는 ... 태평양에서의 분쟁이 미국과 오스트레일리아가 민주주의의 전쟁 계획 방향으로 나아가야 한다고 여겨져야 합니다. 어떤 종류의 거리낌도 없이 저는 오스트레일리아가 미국에 기대하고 있습니다. 영국과의 전통적 유대나 연대감이라는 어떠한 종류의 아픔으로부터 우리는 이제 자유롭습니다.— 오스트레일리아 총리 존 커틴

오스트레일리아 정부는 영국령 말라야와 싱가포르의 빠른 붕괴로 충격을 받았다. 15,000명의 오스트레일리아군이 이 무렵 포로가 되었다. 존 커틴 총리는 오스트레일리아 전투가 시작될 것이라고 예상했다. 1942년 초 일본군은 오스트레일리아의 식민지인 뉴기니 자치령에 주요 기지를 설립했다. 2월 19일 다윈 공습으로 오스트레일리아 본토가 처음으로 공격을 받았다. 이후 19개월 동안 일본군은 오스트레일리아에 100회 가량의 공습을 가했다.

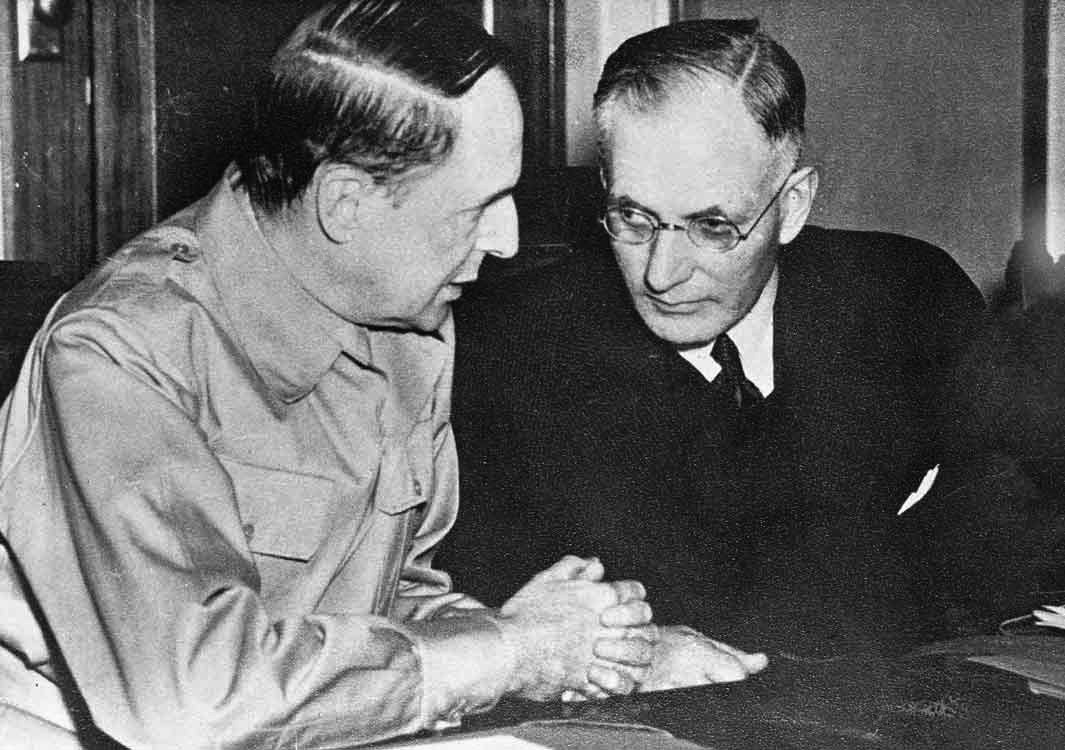
남서태평양 전구의 연합군 최고사령관인 더글라스 맥아더와 오스트레일리아 총리 존 커틴이 서로 만나고 있다.

2개의 전투로 오스트레일리아 사단들은 중동에서 싱가포르로 착출되고 있었다. 처칠은 이들을 버마 전역으로 보내고자 했으나, 커틴은 이들이 오스트레일리아로 복귀할 것을 주장했다. 1942년 일본 제국해군의 요원들은 오스트레일리아 침공 계획을 준비하고 있었다. 일본 육군은 이를 거부했는데, 이는 남태평양으로 진격하여 미국과 오스트레일리아의 협력을 저지하여 오스트레일리아를 고립시키는 정책을 일본 육군이 더 선호했기 때문이다. 일본군은 오스트레일리아령 파푸아 자치령의 수도 포트모르즈비를 침공하여 일본 항공모함의 사정권에 북부 오스트레일리아를 포함시키는 것으로 결정을 내렸다.
미국 대통령 프랭클린 D. 루즈벨트는 필리핀에 있던 더글라스 맥아더에게 1942년 3월 오스트레일리아 정부와 함께 태평양 방어 계획을 수립할 것을 지시했다. 커틴은 남서태평양 최고사령관이 되는 더글라스 맥아더 휘하로 오스트레일리아군을 두는 것에 동의했다. 추축국의 해상 활동은 1942년 5월 시드니까지 도달했는데, 이 무렵 일본 중급 잠수함이 시드니 항을 공격했다. 1942년 6월 8일에는 일본군 잠수함 2척이 뉴캐슬과 시드니 동쪽 교외에 공격을 가했다.

## 연합군 반격
1942년 초, 연합국 정부는 워싱턴 DC에 본부를 둔 아시아 태평양 회의에 미국 중심의 조직을 설치할 것을 요구했다. 1942년 4월 1일, 워싱턴에서 프랭클린 루즈벨트 대통령과 그의 고문관 해리 홉킨스의 주도로 태평양 전쟁 회의가 창설되었다. 여기에는 중화민국, 영국, 오스트레일리아, 네덜란드, 뉴질랜드, 캐나다의 대표가 참석했다. 후에 영국령 인도 제국과 필리핀의 대표도 추가되었다. 회의는 영미 연합 사령부의 결정에 직접적인 통제권이 없었다. 이 무렵 연합군의 저항은 초기에는 상당히 상징적이었으나 이후 이러한 저항은 점진적으로 강화되었다. 대표적인 예가 오스트레일리아와 네덜란드군이 티모르 전투에서 시민들을 안전히 대피시킨 것이었다.
1942년 4월 USS 호넷에서 출격한 폭격기가 일본 수도에 가한 둘리틀 공습은 일본 제국에 약간의 물질적 피해를 주었지만 미국 정부 및 군대에 도덕적 사기를 올려주었으며, 일본 본토가 취약하다는 것을 드러낸 심리적 영향을 주었다는 것이었다. 그러나 가장 큰 공습의 효과는 일본군이 미드웨이에 재앙적인 폭격을 개시했다는 것이었다.

### 산호 해와 미드웨이

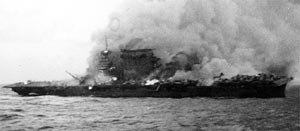
산호해 해전 당시 불타고 있는 USS 렉싱턴 (CV-2).

1942년 중반, 일본군은 인도양에서 중앙태평양에 이르는 넓은 지역을 차지하고 있으나 이것을 유지하거나 방어할 물자가 부족하다는 것을 알게 되었다. 더욱이 연합함대 정책은 방어 전략에 있어서 부적절하다는 것도 밝혀졌다. 대신에, 일본군은 남태평양과 중앙태평양 지역에 추가적인 공격을 가하기로 결정했다. 그러나 진주만에 주둔한 요원들은 포트모르즈비가 다음 공격이 될 것이라는 것을 밝혀낸 연합군 암호해독가들의 성공으로 인해 미군 또한 일본군의 전략을 알아채게 되었다. 일본이 포트모르즈비를 점령한다면 북부 및 서부 오스트레일리아 일대의 제해권을 일본군이 장악하게 되며, 이렇게 되면 오스트레일리아가 고립될 위험이 있었다. 프랭크 잭 플레쳐가 이끄는 USS 렉싱턴 (CV-2)이 일본군을 저지하기 위해 USS 요크타운 (CV-5)와 미국-오스트레일리아 기동부대와 만났다. 1942년 5월 전함이 보이지 않은 채 오직 항공기만이 사용된 첫 전투가 산호해 해전이었다. 렉싱턴이 격침되고 요크타운이 큰 피해를 입었지만, 일본군은 항공모함 쇼호를 잃었고, 쇼카쿠 또한 큰 피해를 입었으며 즈이카쿠의 일본 공군이 막심한 피해를 입어 미드웨이에서 두 항모 모두 출격할 수 없게 되었다. 연합군의 손실이 일본군보다 컸음에도 포트모르즈비에 대한 공격은 폐지되었고, 일본군의 침공 병력이 철수함으로써 연합군은 전략적인 승리를 거두었다. 이후 일본군은 오스트레일리아에 대한 침공 계획을 폐지하였다. 또한 이 전투 이후 일본군은 전함과 전투기, 그리고 잘 훈련된 조종사들이 부족하게 되었다.

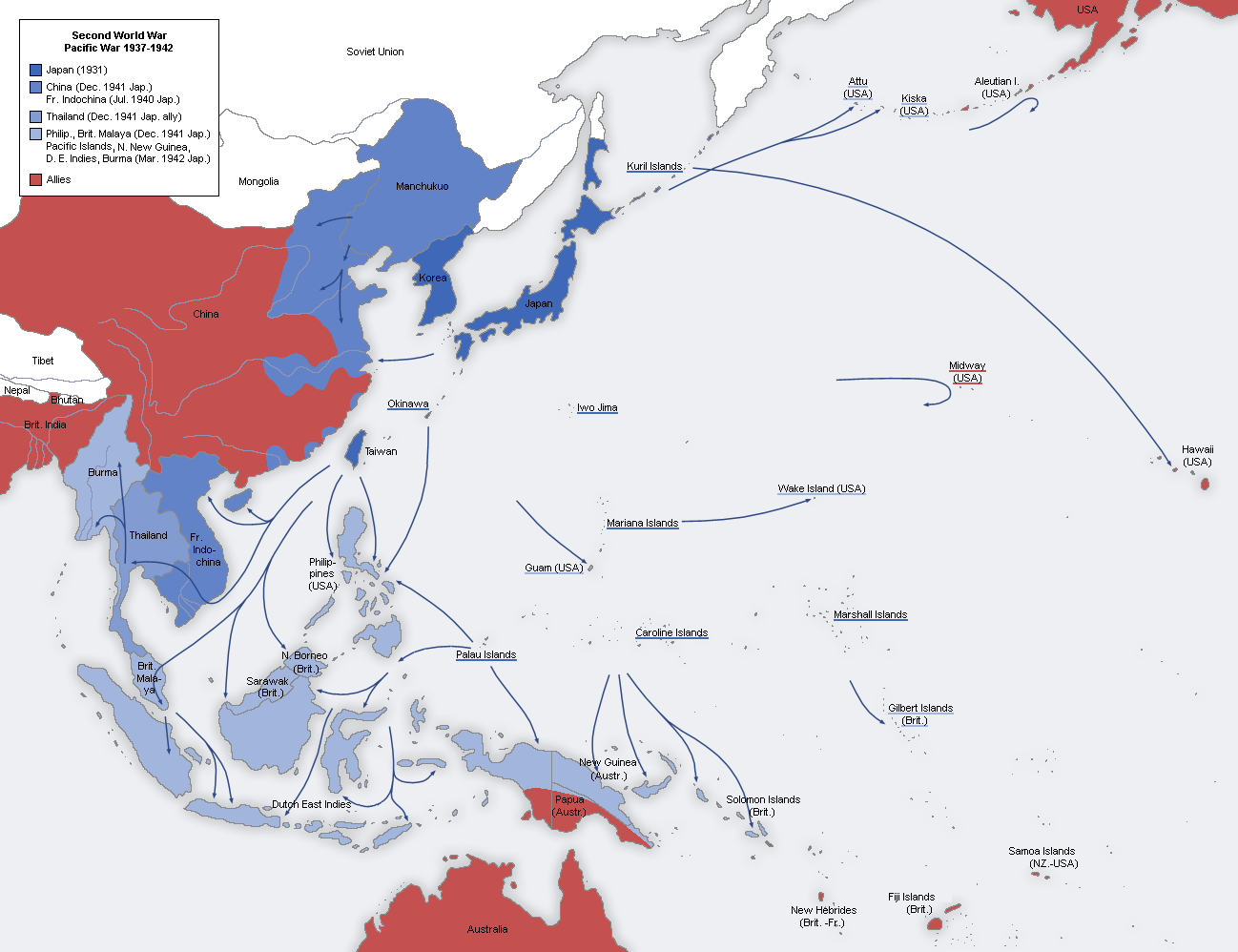
1942년 중반까지 일본군의 진공

산호해 해전 이후 야먀모토는 작전이 가능한 항공모함이 총 4척이었는데, 소류, 카가, 아카기, 히류가 그것이었다. 그리고 야먀모토는 니미츠 제독이 USS 엔터프라이즈 (CV-6)와 USS 호넷 (CV-8)만을 보유하고 있다고 믿었다. USS 사라토가 (CV-3)는 어뢰 공격으로 수리에 들어갔고, 요크타운은 산호해 해전에서 피해를 입어 일본 정보국은 이 배가 격침되었다고 믿었다. 그러나 요크타운도 미드웨이 전투 3일 후 출격할 수 있었고, 민간 요원들이 중요한 전투에 참여할 수 있었다.
1942년 5월, 연합군 암호해독가는 야마모토의 다음 활동이 미드웨이 환초 공격이라는 것을 알아냈다. 이것은 미국 항공모함을 함정으로 이끌어내어 태평양에서 미국의 전략적 전력을 파괴시키려고 하는 것에 있었다. 야마모토는 둘리틀 공습에 맞서 일본의 방어 전선을 확장시키기 위한 계획으로 미드웨이를 점령하고자 했다. 초기에 일본군은 알류산 열도를 공격하기 위해 북쪽으로 이동했다. 계획의 다음 국면은 니미츠의 남아있는 항공모함을 제거할 기회를 얻기 위해 미드웨이를 점령하는 것이 되었다. 나구모 제독은 전술적 사령관이 되었지만 미드웨이 침공에 중점을 두었다. 이는 야마모토가 니미츠의 개입에 어떠한 대안도 제시하지 않았기 때문이다. 미국 함대의 장거리 비행기 순찰이 이루어지지 않았기 때문에 플레쳐의 항공 모함은 들키지 않고 엄폐 위치로 이동할 수 있게 되었다. 나구모는 4대의 항공 모함에서 272대의 비행기를 운용할 수 있었고, 미군은 348대의 전투기를 운용할 수 있었다.
니미츠가 예상한대로 일본 함대는 미드웨이에 6월 4일 도착하였고, PBY 카탈리나 정찰기에 의해 발견되었다. 나구모는 미드웨이에 첫 공격을 수행했으며, 플레쳐는 그의 항공모함을 발진시켜 나구모의 항모에 접근하기를 원했다. 9시 20분경 미국의 첫 항모가 도착했고, 호넷의 어뢰폭격기가 도착했으나 이들의 공격은 협조가 잘 안되었으며 비효율적이었다. 이들 전투기는 1척도 격침하지 못했으며 15대의 전투기 모두 제로기에 의해 격추되었다. 9시 35분 엔터프라이즈에서 추가적인 어뢰폭격기 15대가 공격을 가했지만 14대가 격추되었다. 플레쳐의 공격은 비조직적이었고, 비효율적인 것처럼 보였지만 나구모의 전투기들을 해상 고도까지 낮추는데 기여해 더 많은 연료와 탄약을 소모하게 만들었다. 결과적으로 미국의 급강하폭격기가 고고도에서 접근했을 때 제로기는 방어할 위치에 없었다. 더욱이 나구모의 항공모함 4대는 어뢰를 피하기 위해 편제에서 이탈했고, 대공화망을 집중시킬 수 없었다. 낙나구모의 비결정으로 항공모함에 탑승한 간부들은 혼란이 가중되었다. 결과적으로 미국 급강하폭격기는 일본 항모에서 항공요원들이 전투기를 재급유하고 있는 것을 발견했다.

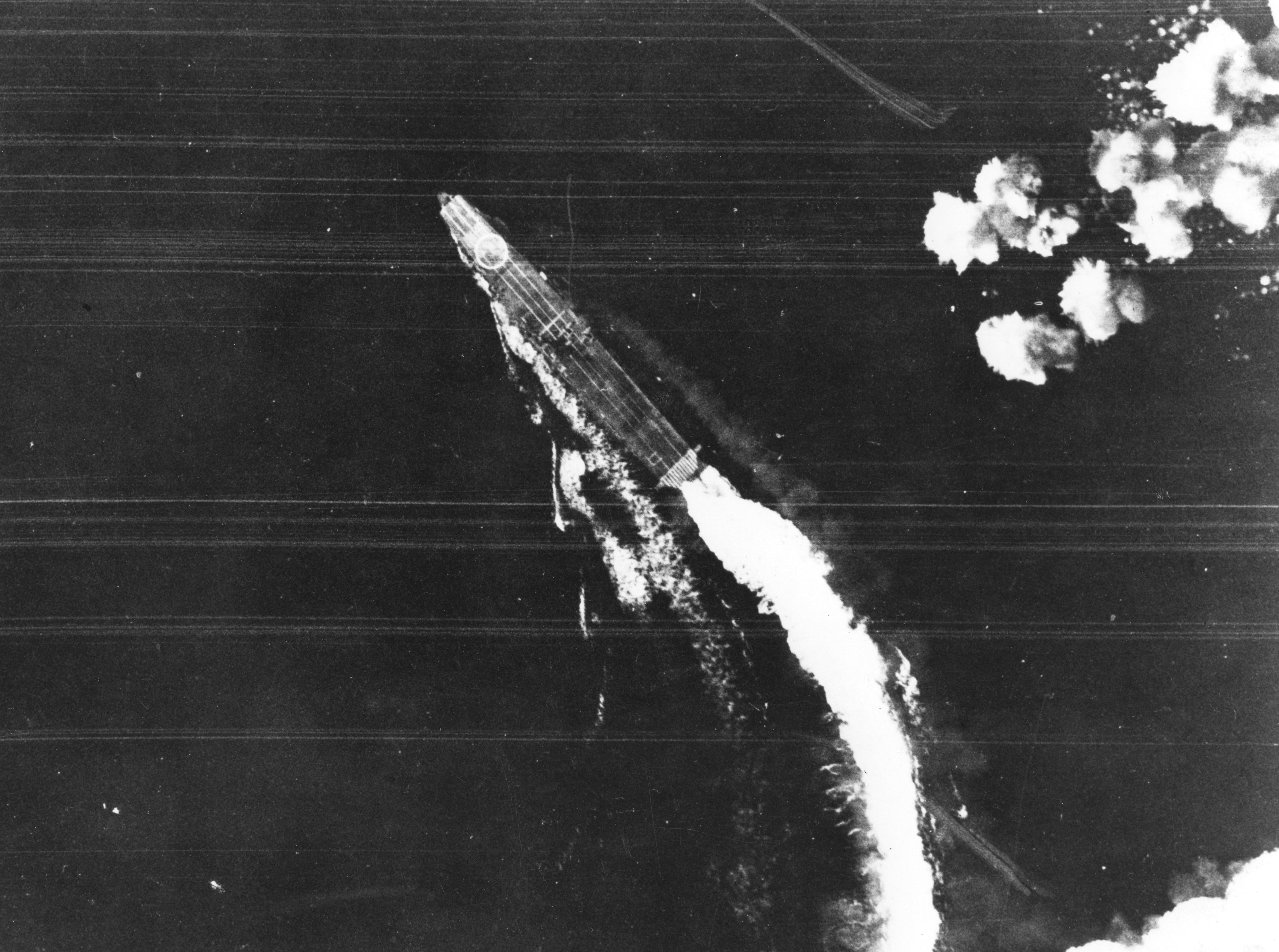
일본 항모 시류가 B-17 플라잉 포트리스 중폭격기의 공격을 받고 있다.

일본군 전투기 정찰이 수행되지 않고, 항공모함이 최대로 취약해졌을 때 엔터프라이즈와 요크타운에서 출격한 SBD 돈틀리스가 공격을 수행했다. 항공모함 소류, 카가, 아카기가 화염에 휩싸였으며 몇 분 후 항공모함 내에서 수많은 인명 피해가 났다. 히류는 급강하폭격기에 맞서 미국 항공 모함에 반격을 가해 요크타운에 치명적인 피해를 입혔다. 그러나 미국 항공모함들의 2차 공격 때 히류가 발견되어 완전히 파괴되었다. 히류는 나구모가 사용할 수 있는 마지막 항공모함이었다. 항공모함을 잃고 미군이 그의 전함의 범위에서 벗어나자 야마모토는 공격을 취소하였다. 미드웨이는 미국의 기지로 남아 있게 되었다. 미드웨이 전투는 연합군의 결정적인 승리로 여겨지고 있다. 다시 한번 항공 모함 4척의 손실로 일본군의 확장 정책은 제한이 가해졌고, 연합함대 또한 베테랑 조종사 다수의 사망으로 운용하는데 어려움을 겪게 되었다.

### 뉴기니와 솔로몬 제도
일본군 육군 병력은 솔로몬 제도와 뉴기니를 향해 진군하였다. 1942년 6월, 몇몇 오스트레일리아 방위군이 뉴기니에서 강력한 방어 작전을 맡았다. 일본군은 포트모르즈비를 향해 진격하기 위해 코코다 트랙을 따라 진격하고 있었다. 인명 피해로 인해 대폭 격감되어 거의 해체 직전까지 간 방위군은 제2오스트레일리아 왕립군의 정규 병력으로부터 8월 구조되었다. 1942년 9월 일본 특수 해군 상륙병력은 뉴기니 동쪽 끝의 밀네 만의 왕립 오스트레일리아 공군 기지를 공격했다. 그러나 이들은 연합군에 의해 퇴각했다.

#### 과달카날

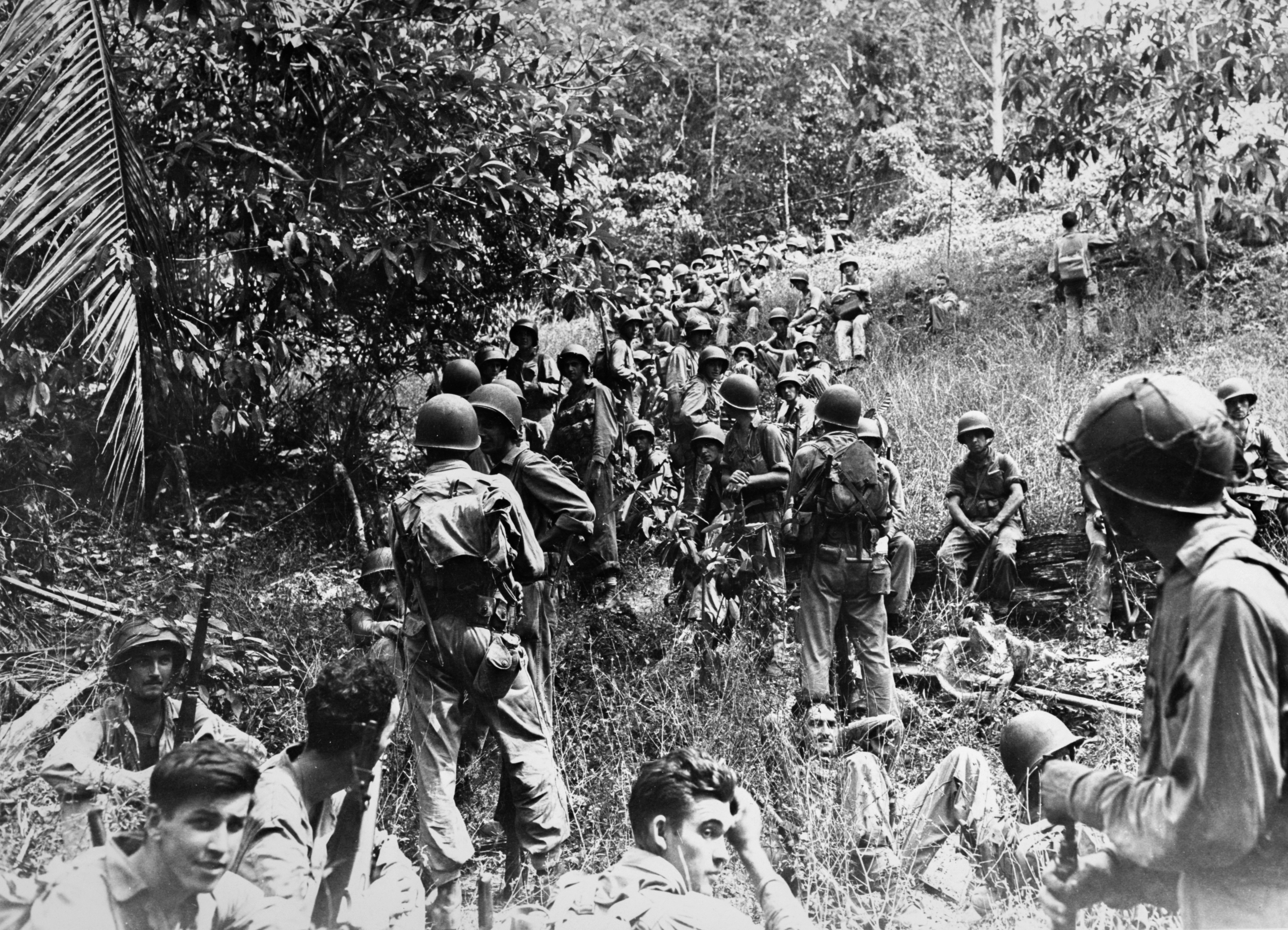
1942년 11월 과달카날 일대에서 활약 중인 미국 해병대

뉴기니에서 주요 전투가 치열해질 무렵, 연합군은 과달카날에서 일본군 비행장이 건설되고 있음을 확인했다. 16,000명의 연합군 보병은 1942년 8월에 비행장을 점령하기 위해 과달카날에 상륙했다. 일본군과 연합군이 섬의 여러 지역을 점령했지만, 이후 6개월 간 양측 모두 육지, 바다, 하늘에서 소모전을 펼침으로써 모든 물자를 총동원했다. 남태평양에 기지를 둔 대부분의 일본군 전투기들이 과달카날 방어를 위해 재배치되었다. 대부분의 일본 공군기는 헨더슨 비행장에 기지를 둔 연합군 공군과의 전투로 격추되었다. 이 무렵 일본군 육상 병력은 잘 방어된 헨더슨 비행장을 향해 집중적으로 공격을 퍼부었지만 수많은 피해를 남긴채 퇴각했다. 공세를 유지하기 위해 일본 수송선이 재보급을 수행했다. 수송선은 야간 전투 당시 미군 구축함으로부터 공격을 받았다. 이후 순양함과 항공 모함이 과달카날 방어를 위해 출격했다. 그러나 소모전 상황에서도 연합군이 손실치를 더 빠르게 보충할 수 있었다. 헨더슨 비행장 탈환과 과달카날 확보가 너무 큰 희생을 치른 것을 알게 된 일본군은 1943년 2월 섬에서 완전히 철수했다.

#### 연합군의 진격

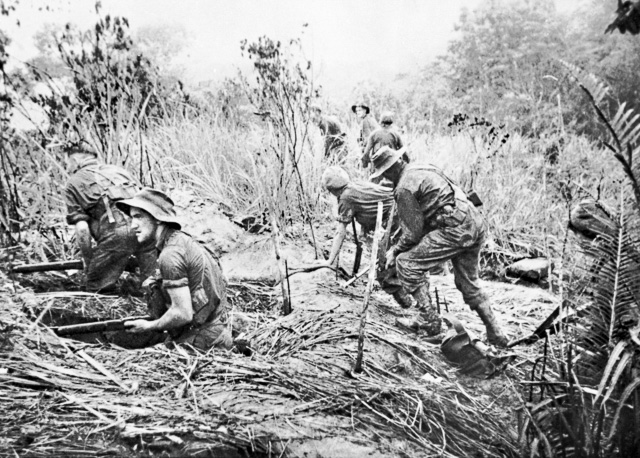
1943년 오스트레일리아 특공대가 뉴기니에서 활동 중인 모습

1942년 말, 일본군 수뇌부는 과달카날을 중요시하게 생각했다. 이들은 코코다 트랙의 일본군에게 뉴기니 북동쪽 해안으로 철수하라고 명령했다. 오스트레일리아군과 미군은 일본군의 요새화된 위치를 공격하였고, 1943년 초 2달 간의 부나-고나 전투에서 일본군의 교두보를 점령하는데 성공했다. 1943년 6월 연합군은 카트윌 작전을 개시해 남태평양 일대에서 그들의 공세 전략을 정의했다. 작전은 라바울 지역의 주요 일본군 전진 기지를 고립시키고 보급선과 통신선을 차단하는 것이었다. 이후 이러한 작전은 일본을 향한 연합군의 섬 건너뛰기 전술(개구리 뜀뛰기 전술)에 발판을 제공했다.

## 교착전

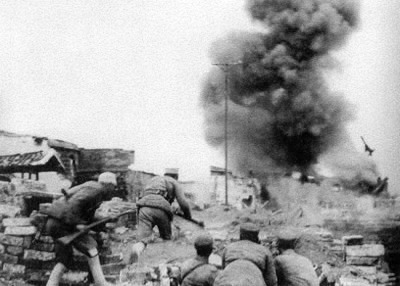
1943년 11월 창더 전투의 중화민국군.

중국 본토에서 일본군 제3사단, 제6사단, 제40사단은 12만 명의 병력을 가지고 위에양을 습격한 후, 남쪽으로 세 갈래로 나누어 진군한 후 싱장 강을 건너 창사에 도달하려고 했다. 중국군은 1942년 1월 창사에서 승리를 거두었는데, 이는 태평양 전쟁 당시 연합군이 거둔 첫 승리였다.
 둘리틀 공습 이후 일본군은 저장성과 장시성에 대규모 공격을 가해 생존한 미국 공군이나 이들을 지원한 중국인들을 찾아내고, 중화민국 공군의 기지들을 파괴하고자 했다. 1942년 3월 15일부터 시작된 이 작전은 40개의 보병대대와 15개에서 16개의 포병대대가 참여했으나 9월 말 중국군에 의해 격퇴되었다. 이 전투 동안 일본 제국육군은 콜레라, 장티푸스, 전염병과 이질로 고생했다. 중국 측 통계로는 25만 명의 시민들이 사망했다고 보고있다. 1,700명의 일본군이 질병으로 사망했는데, 이들의 화학 무기가 그들 병력으로 뿌려진 것으로 보고 있다.
 1943년 11월 2일 요코야마 이사무가 일본 제국 제11군 중 제39사단, 제58사단, 제13사단, 제3사단, 제116사단, 제68사단을 창더 방면으로 진군시켰다. 7주 간의 창더 전투 동안 중국군은 일본군을 소모전으로 몰고 가 비싼 대가를 치르게 했다. 초기에 일본군은 도시를 점령했지만, 중국군 제57사단이 이들의 발을 묶어 놓았고, 이 기간 동안 중국군이 병력을 강화함으로써 일본군은 포위되었다. 이후 중국군은 일본군의 보급선을 차단하였고, 일본군은 결국 창더에서 철수했다. 이 전투 동안 일본군은 화학무기를 사용했다.
일본군이 버마를 점령한 이후, 인도 동부에서는 무질서가 확산되었고 1943년 벵골 기근으로 3백만 명이 죽어 민심이 흉흉해졌다. 이러한 무질서와 통신 장애가 있었음에도 불구하고 영국군과 인도군은 1943년 초부터 반격을 개시했다. 아라칸에서의 공세가 실패한 이후 친디트 부대의 소규모 기습은 수많은 손실을 유발했지만 연합군의 사기를 진작시키는데 기여했다. 이는 1944년 일본군이 버마에서 주공세를 펼치는데도 결정적인 기여를 했다. 1943년 8월, 연합군은 버마와 인도의 전략적 책임을 인도 사령부에서 인계받기 위해 동남아시아 사령부를 새로 창설했다. 1943년 10월, 윈스턴 처칠은 루이 마운트배튼 경을 최고사령부로 임명했다. 영국과 인도의 제14군은 버마에서 일본군과 맞서기 위해 새로 창설되었고, 윌리엄 슬림의 지도 하에 군의 사기와 건강, 그리고 무장 상태가 향상되었다. 조지프 스틸웰 또한 중국군을 지원하며 중국과 인도를 잇는 레도 도로의 건설을 준비하고 있었다. 1943년 11월 22일 미국 대통령 프랭클린 루즈벨트, 중화민국 총통 장제스, 영국 총리 윈스턴 처칠이 카이로에서 만나 일본군을 무찌를 전략을 논의했다. 이 회담은 카이로 회담으로 알려져 있으며, 이후 이 회담에서 태평양 전쟁의 전략 방향이 결정되었다.

## 연합군 공세, 1943년

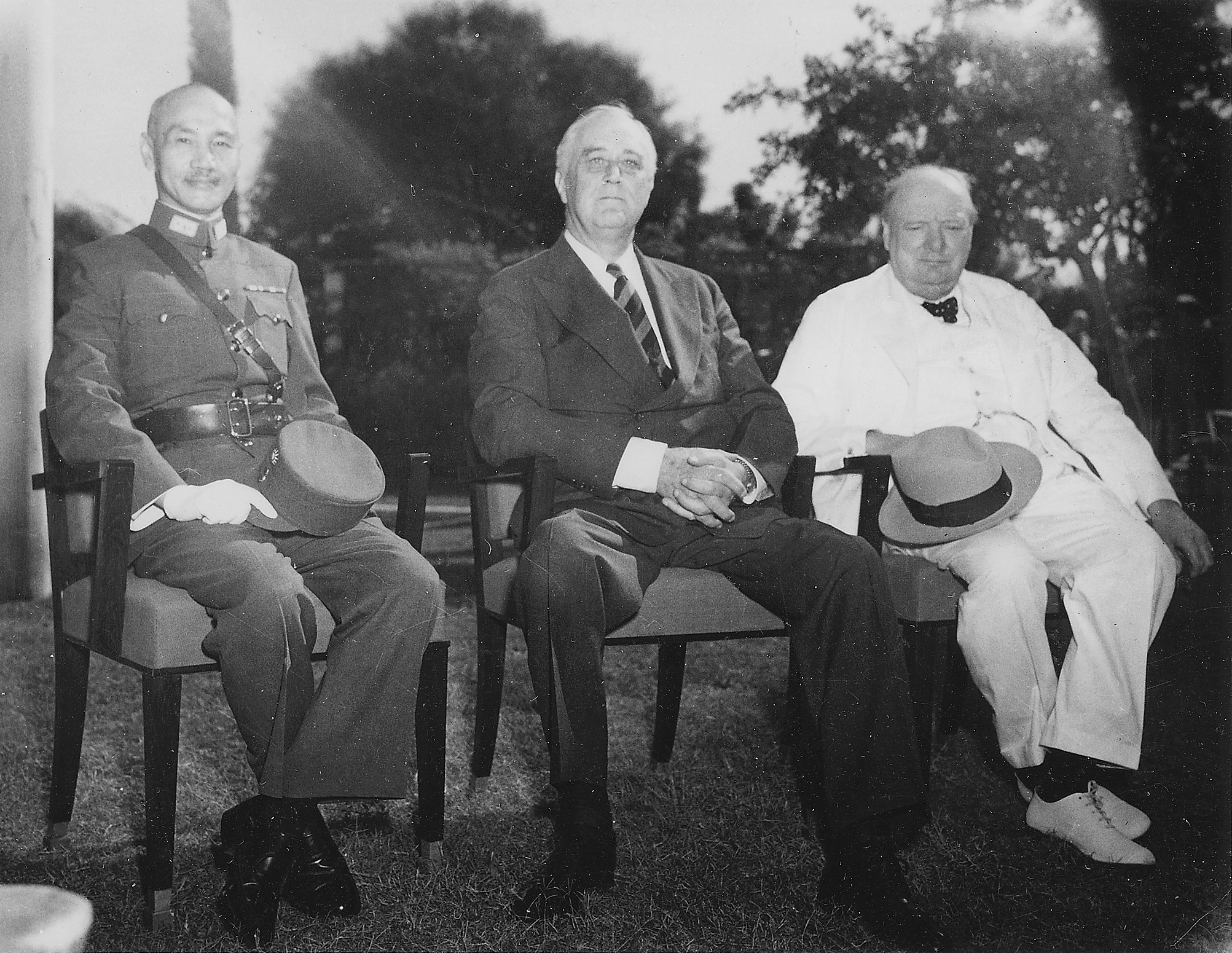
카이로 회담 당시 태평양 전쟁의 연합군 지도자. 왼쪽부터 총통 장제스, 대통령 프랭클린 루즈벨트, 총리 윈스턴 처칠

미드웨이 전투 이후 향후 2년 간 전쟁의 향방이 결정되었다. 미국은 이 무렵 방대한 산업적 잠재력을 바탕으로 전함, 전투기, 그리고 조종사의 수를 증가시키는데 집중했다. 한편 일본은 산업 기지와 기술적 전략, 조종사 훈련 제도, 그리고 해군의 자원 등이 마비되어 미국과의 전쟁에서 뒤처지게 되었다. 전략적인 의미에서 연합군은 태평양 일대를 확보하기 시작했다. 니미츠 제독의 주도 하에 섬 도약 작전이 시작되었지만, 모든 일본군의 거점이 점령돼야 할 필요는 없었다. 타이완, 라바울, 트럭과 같은 섬은 공중 공격으로 무장해제된 채 통과되었다. 태평양에서의 목표는 일본 본토에 최대한 근접하여 대규모 전략적 공습을 개시하고 잠수함으로 본토를 차단한 후 필요하다면 일본 본토를 침공하는 것이었다.
1943년 11월 미군은 타라와 전투에서 엄청난 피해를 입었다. 이것은 연합군이 그들의 실수로부터 배우고, 사전 폭격이나 포격 등을 통해 기술적인 변화를 유도했으며 조수와 상륙 주정의 일정을 고려해 계획을 짜는 것과 같은 상륙 작전의 전반적인 기술 향상에 도움을 주었다. 미국 해군은 일본 해군과 전면전을 벌일 마음이 없었다. 연합군의 진격은 일본 해군에 의해서만 중단될 수 있었는데, 일본 해군은 석유의 부족으로 이를 실행할 수 없는 상황이었다.

### 잠수함 전투
몇몇 영국 또는 네덜란드 잠수함을 비롯해 미국 잠수함은 1941년부터 1942년까지 필리핀의 카비테주나 오스트레일리아의 프리맨틀, 브리즈번, 하와이 진주만 또는 실론 섬의 트링코말리에 본부를 두었고 이후 미드웨이 환초, 괌에 본부를 두었다. 이들 잠수함은 미국 해군이 대부분을 차지하고 나머지 연합군 잠수함은 소소한 부분을 차지했지만, 일본군을 패배시키는데 결정적인 역할을 했다. 잠수함은 일본군의 상선단을 침몰시키거나 수송 병력의 이동을 방해하고, 무기 생산과 군사 작전에 필수적인 석유 수송선을 격침함으로써 일본군의 상황을 더욱 악화시켰다. 1945년 초, 일본의 석유 보급은 너무 제한되어 전함이 출격할 수 없을 정도였다.
일본 군사측은 일본군이 전쟁 기간 동안 468척의 잠수함을 격침시켰다고 주장했다. 그러나 실제로 태평양에서는 42척의 미국 잠수함이 교전 중 격침되었고, 나머지 10척은 오인 사격이나 사고로 침몰된 것이었다 네덜란드군은 기뢰 또는 일본군의 공격으로 5척의 잠수함을 잃었고, 영국군은 잠수함 3척을 잃었다.

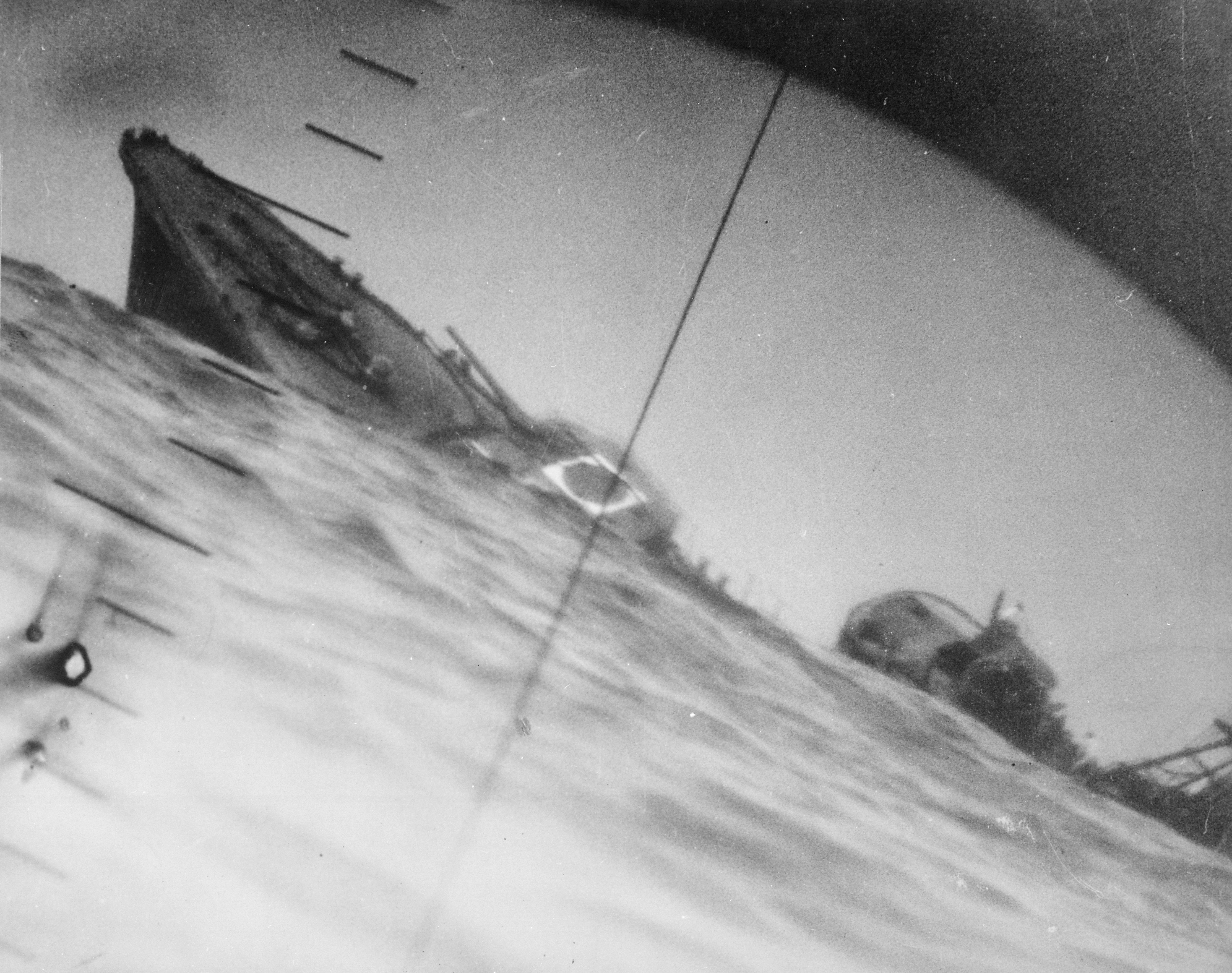
1942년 6월 25일, 미국 잠수함 뉴트리스에 의해 격침된 일본 구축함 야마카제. 그러나 미군 잠수함의 격침율은 1944년도가 되어서야 향상이 된다.

연합군은 일본 상선의 56%을 격침시키고, 기뢰와 항공기가 나머지 상선의 대부분을 파괴했다. 미국 잠수함은 파괴된 일본군 전함의 28%가 미국 잠수함을 격침시켰다고 주장했다. 더욱이 이들은 필리핀 해 해전이나 레이테 만 전투에서도 활약했다. 이들은 일본군 전함의 접근을 정확한 때 보고받았을 때 전함을 격추시키는 것이 대부분이었다. 잠수함은 수많은 조종사들을 구해내기도 했는데, 조지 H. W. 부시와 같은 이들도 포함되어 있었다.
연합군 잠수함은 방어적 위치를 고수하여 적을 기다렸다가 공격하는 전략을 채택하지는 않았다. 진주만 공격 이후, 일본에 맞서기 위해 루즈벨트 대통령은 일본군에게 무제한 잠수함 작전을 펼치기로 결정했다. 이것은 경고 및 생존자 구조 작업 없이 추축국이 지배하는 해역의 상선, 전함, 또는 여객선을 모두 격침시킬 수 있다는 것을 의미했다. 태평양에서의 전쟁이 발발한 이래로, 네덜란드령 동인도의 해상 방어를 맡은 네덜란드 제독 콘라트 헬프리히가 공격적 전략의 기초를 마련했다. 그는 소규모의 잠수함 병력으로 일본 함선을 1주 동안 격침했는데, 그 수는 영국 및 미국 해군이 전체적으로 격침시킨 수보다 훨씬 많았고 이후 그는 일일일척 하인리히라는 별명을 얻게 되었다. 네덜란드군은 사실상 처음으로 적 전함을 격침시킨 부대로, 1941년 12월 24일 HNLMS K XV가 일본 구축함 사기리를 격침시켰다.
일본은 잠수함을 다수 보유하고 있었으나, 이들은 전쟁에 실질적인 영향을 미치지 못했다. 1942년 일본 함대 잠수함은 뛰어난 실적을 보여주었다. 그러나 일본 제국해군은 기습 작전보다는 전함 간의 전투만이 해상 전역에서 승리할 수 있다고 보았다. 결국 미군이 서부 해안에서 전선 지역까지 보급선이 길어져서 잠수함 공격에 취약해졌음에도 불구하고 일본은 장거리 정찰에 잠수함을 사용하며 미국 보급선에 대한 공격은 때때로 이루어졌다. 일본이 1942년부터 1943년까지 오스트레일리아를 상대로 벌인 잠수함 공세도 큰 영향을 주지 못했다. 1943년 말부터 일본 제국해군의 잠수함은 트럭, 라바울과 같이 차단된 지역의 거점에 재보급을 수행하는 것에 집중되었다. 더욱이 일본은 소랸과의 중립 조약을 지키고 있었기 때문에 샌프란시스코에서 블라디보스토크로 물자를 보급하는 수백 만 톤의 군 수송품도 무시하고 있었다. 이는 동맹국 나치 독일에 비하면 훨씬 작전 수행도가 떨어지는 편이었다.

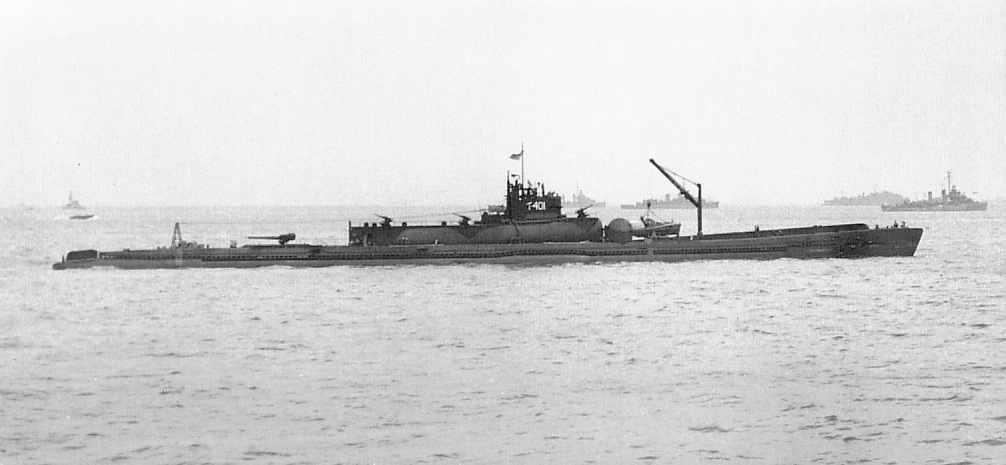
잠수함 중 가장 큰 규모로 건설된 I-400.

미국 해군은 이와 반대로 일반적인 기습 공격에 집중하고 있었다. 그러나 필리핀 일대에서 연합군의 문제는 잠수함 편대에서 게릴라식 잠수함 편제로 바뀐 것이었다. 오스트레일리아에 기지를 둔 잠수함 또한 일본 공군의 공격을 받을 위협이 있었기에 정찰 지역에서는 효율성이 떨어졌고, 니미츠 제독은 적 기지에 최대한 근접했을 때 잠수함을 이용했다. 또한 잠수함의 기준이 된 마크 14 어뢰와 마크 6호 익스플로더는 결함이 많은 것으로 입증되었고, 1943년 9월까지 결함은 고쳐지지 않았다. 최악의 상황은 미국 세관에서 일본군의 상선 암호를 획득했음에도 미국 해군 정보국이 그것을 해독할 때까지 알려주지 않았다는 것이다. 일본군은 이미 이것을 바꾸었고, 새로운 암호는 1943년까지 해독되지 않았다.
그러므로, 미국 해군이 150대의 잠수함을 운용하는 1944년이 되어서야 연합군의 잠수함 작전은 최대의 효과를 발휘할 수 있었다. 이 무렵 공격 작전이 부족한 지휘관은 교체되었고, 잠수함에도 향상된 레이다가 장착되었으며 어뢰의 결함도 수정되었다. 일본의 통상적인 방어는 설명 이상으로 야망이 없었으며 수송선은 조직력이 부족했고, 연합군에 비해 방어력도 약했다. 이는 일본 제국해군의 잘못된 정책 및 훈련의 결과였다. 미국의 결점은 숨겨져 있었고 일본군은 과한 자신감이 있었다. 미국 잠수함의 정찰 횟수와 격침한 선박 수는 빠르게 증가했다. 1942년 350회의 정찰 중 180대의 일본 선박이 격침되었고, 1943년에는 350회의 정찰에서 335척의 일본 선박이 격침되었다. 그리고 1944년에는 520회의 정찰에서 603척의 일본 선박이 격침되었다. 1945년 일본 선박의 격침 횟수는 격감했다. 이는 해수면으로 나오려고 시도하는 일본 선박 수가 줄어들었기 때문이다. 연합군 잠수함은 전쟁 기간 동안 1,200대의 일본 상선을 격침했고 500만 톤의 수송품을 침몰시켰다. 대부분은 수송선이었지만 124척은 정유선이었고, 나머지 320척은 여객선 또는 병력 수송선이었다. 200척 이상의 전함이 격침되었고, 대부분은 구축함 또는 보조선이었지만 1척의 전함과 8척의 항공모함도 포함되어 있었다.
해저전은 특히 위험했다. 16,000명의 미군 중 3,500명이 사망했다. 사망율은 22%였는데, 이는 제2차 세계 대전 당시 미군 병력의 사망율 중 가장 높은 수치였다. 미국 육해군 연합 평가단은 미국 잠수함의 능력을 평가했다. 일본군 잠수함 130척의 손실치보다 훨씬 높게 측정되었다.

## 일본군 반격, 1944년

### 중국 본토
1944년 중반, 일본군은 50만 명 이상의 병력을 동원해 이치고 작전이라는 이름 하에 중국 전역에 걸쳐 대규모 반격 작전을 감행했다. 이 작전은 2차 세계 대전 사상 가장 큰 규모의 공세로, 중국 본토의 일본군 점령지와 프랑스령 인도차이나를 잇고, 미군 폭격기의 본부가 있는 중국 남동부를 점령하는 것이 목표였다. 이 무렵, 미군이 훈련시킨 조지프 스틸웰 휘하의 중국군 25만 명은 버마 전역에서 무기대여법의 일환으로 고립되어 있었다. 일본군은 작전 중 10만 명의 사상자가 발생했지만, 이 공격 이후 일본군은 중국 본토에 많은 점령지를 확보하였으나, 중국군의 반격으로 광시 성 점령은 실패했다. 주요 전술적 승리에도 불구하고 작전은 일본군에게 어떠한 중요한 전략적 이익이 없었기에 전반적으로 이는 실패로 끝났다고 볼 수 있다. 중국군 대다수가 이 지역에서 철수하는데 성공했고 서부 후난 성 전투의 예에서 보듯 중국군은 일본군의 주요 거점에 반격을 가했다. 일본군은 작전 후 중국군을 완벽히 패배시키는데 실패했으며 태평양에서 일본군의 지속적인 패배로 일본은 중국에 완전한 승리를 거두기 위한 물자와 시간이 부족해졌다. 이치고 작전 이후 중국 사화에서는 대규모 혼란이 발생했다. 중국 공산당의 게릴라 요원들은 이 작전 이후의 혼란을 이용해 영향력을 확대해 나가며 교외 지역에 대한 통제권을 확보해나가기 시작했다.

### 버마

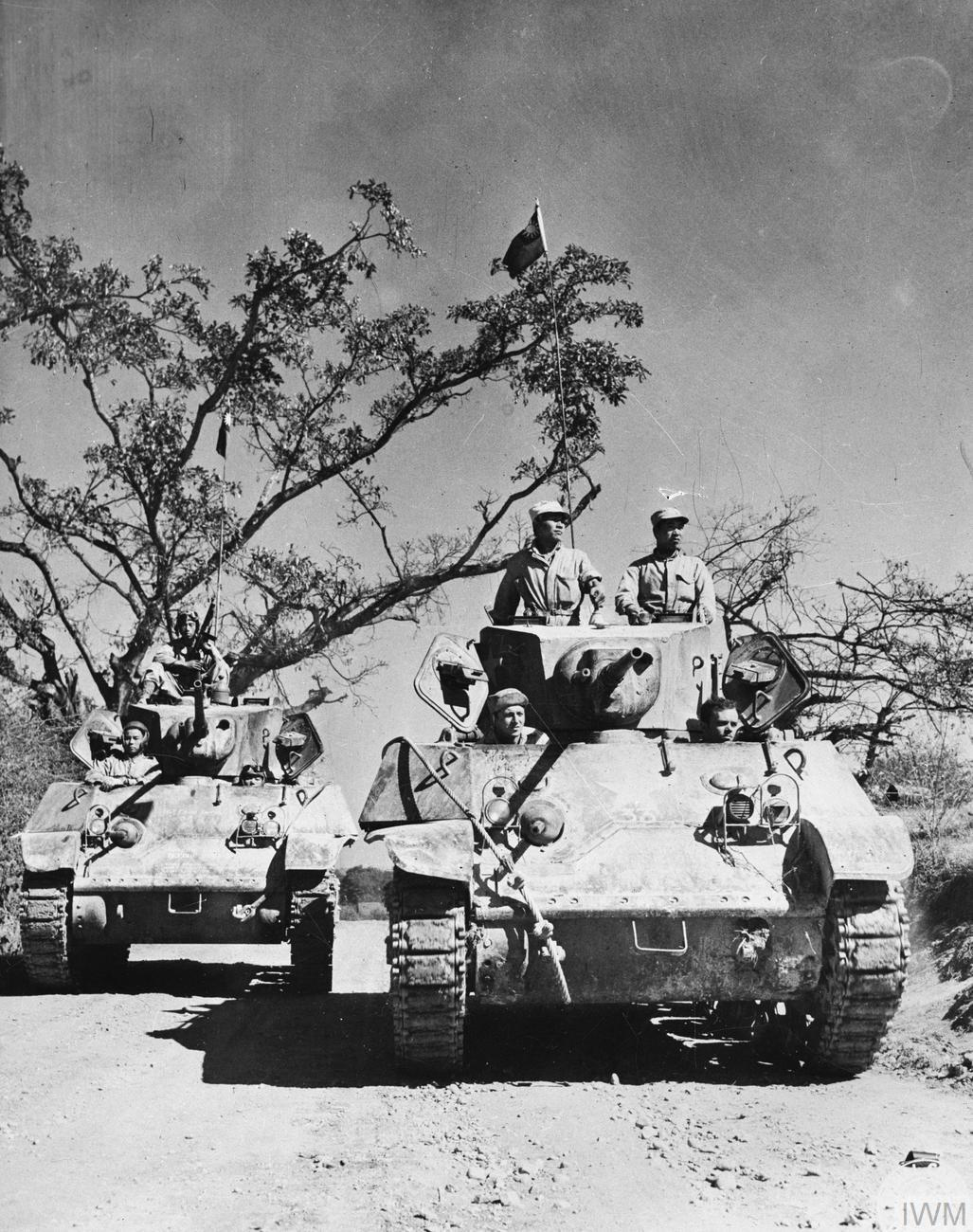
레도 도로에서 M3 스튜어트 경전차와 이동 중인 중국군.

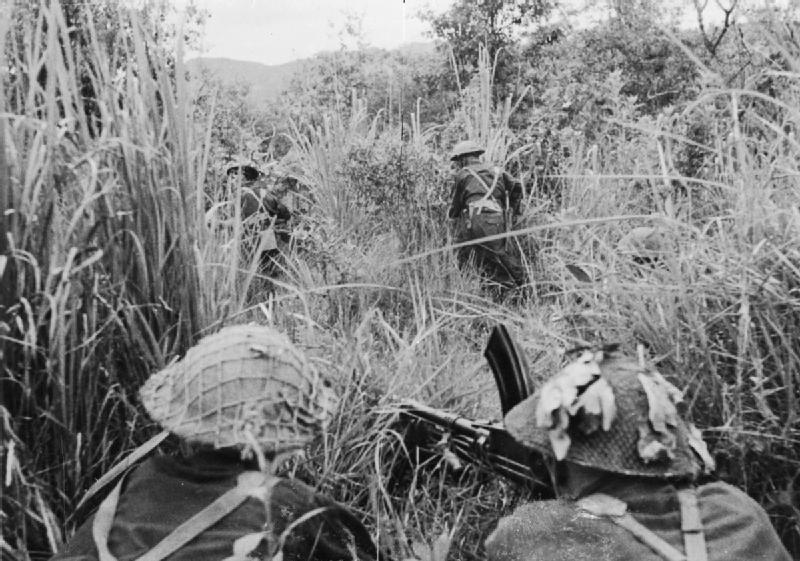
임팔 전투 당시의 인도군.

1943년 연합군의 결점 이후, 동남아시아 사령부는 몇몇 지점에서 버마 내부로 진격할 공세를 준비했다. 1944년 초, 북부 전투 지역 사령부의 중국군과 미군이 인도에서 북부 버마로 레도 도로를 연장하기 시작했고, 인도 제15군단은 아라칸 주를 따라 해안가로 진격하기 시작했다. 1944년 2월 일본군은 아라칸 일대에 지역 중심의 반격을 증가시켰다. 일본군 초기 작전의 성공 이후, 지역 사단이 이들을 구출할 때까지 연합군 항공기의 수송품에 의존하여 15군단이 완강히 저항했기 때문에 이러한 반격은 격퇴되었다.
연합군은 3월 중순 인도 지역으로 공세를 개시하면서 연합군의 공격에 맞섰다. 유고 작전이라 명명된 이 작전은 무타구치 렌야의 지휘하에 일본 제15군이 이끌었으며 일본 본영은 본부에 몇 번이고 개입했음에도 진군을 허용했다. 영국 제14군의 몇몇 부대가 일본군의 공격으로 고립되었고, 4월 무렵 임팔 일대에 공격이 집중되었다. 일본군 사단은 코히마로 진격해 임팔로 이어지는 주요 도로를 차단했지만 코히마 전체를 점령하는데 실패했다. 임팔로 향하는 공격이 1944년 4월 실패로 돌아갔고, 새로 온 연합군 편성부대가 일본군을 코히마의 점령지 일대로 몰아내면서 인도 전체에 대한 일본군의 반격에 제동이 걸렸다.
임팔 전투 동안 연합군의 아라칸 진격이 임팔의 포위된 군대를 지원하기 위해 중지되었지만 북부 버마 지역에서는 일본군의 통신선을 차단하는 친디트 부대의 도움 하에 미군과 중국군이 계속해서 진격을 했다. 1944년 중순 중국 해외원정군은 윈난성에서 북부 버마로 공격을 감행했다. 중국군은 송산 전투에서 일본군의 요새화된 지역을 점령하는 데 성공했다. 이후 몬순 기간이 찾아오자 버마에서의 전투는 잠시 동안 중단되었으나 1944년 8월 북부 전투 지역 사령부는 미트키냐 전투에서 중요 비행장을 점령하는 데 성공했고, 이로 인해 인도에서 중국으로의 물자 보급이 원활해졌다.

## 연합군의 공세, 1944년

### 사이판과 필리핀 해

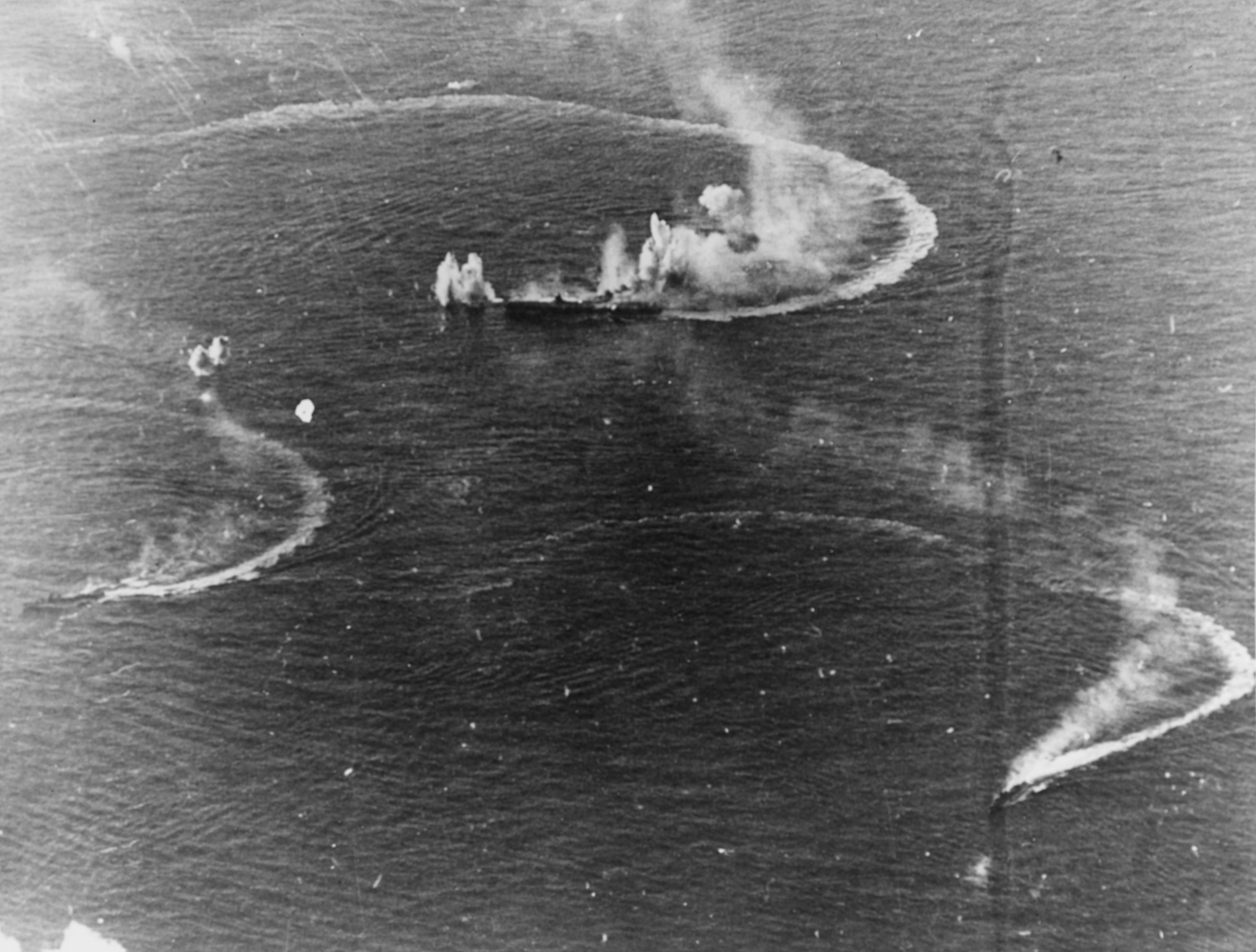
일본 항모 즈이카쿠와 구축함 2척이 필리핀 해 해전에서 공격을 받고 있다.

1944년 6월 15일 535척의 배가 128,000명의 미국 육군 및 해병대를 사이판섬에 상륙시키기 시작했다. 연합군의 목표는 B-29의 폭격 범위에 도쿄를 포함시키는 비행장을 건설하는 것이었다. 그러한 복합적인 작전을 계획하고 수행하는데 연합군의 보급 우위로 이는 90일 안에 수행할 수 있었다. 일본군 사령부는 사이판을 사수하는데 어려움을 겪었다. 사이판 사수는 15척의 항모와 956대의 전투기, 7척의 전함과 28척의 잠수함, 그리고 69척의 구축함을 보유한 미국 제5함대를 격파하는 것이 해결책이었다. 부제독 오자와 지사부로는 일본군의 전투함대를 이끌고 반격에 나섰다. 9척의 항공모함과 473대의 전투기, 5척의 전함과 28척의 구축함을 보유한 전투함대는 전투에서 열세를 만회할 수 없었다. 일본 조종사들은 2배나 되는 미군 조종사들을 상대해야 했고, 항공모함은 불능이거나 수리 중에 있었다. 일본군은 상당한 대공포가 있었으나 예광탄이나 레이다가 부족했다.
이 상황에서 레이먼드 A. 스프루언스가 미국 제5함대의 전체적인 지휘를 맡고 있었다. 일본군의 계획은 더 많은 미국 함대가 오자와의 부대에 접근하여 공격적으로 나온다면 실패할 가능성이 높았다. 오자와 지사부로는 스프루언스가 공격을 하지 않을 것이라고 보았다. 미국 제독 마크 밋처는 당시 58기동부대의 전술적 지휘를 맡고 있었으며 15척의 항공모함을 보유하고 있었는데 그는 공격을 주장했으나 스프루언스는 사이판에서의 상륙을 우선순위로 두었기에 밋처의 계획에 반대했다.

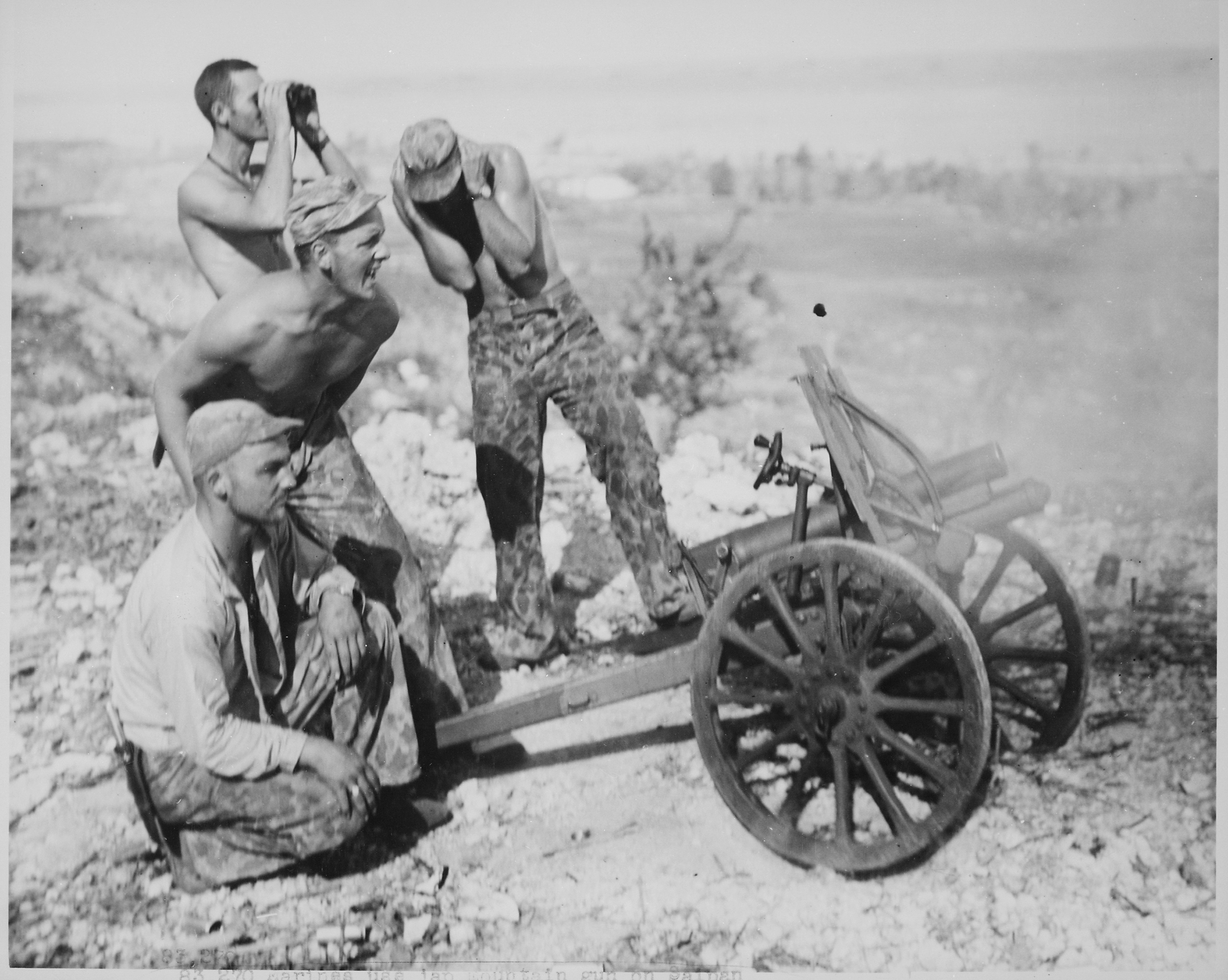
1944년 6월 21일 사이판의 가라판에서 공격 중인 미국 해병대.

제2차 세계 대전에서 이 무렵 가장 큰 해전이 벌어질 예정이었다. 1944년 5월, 미국 구축함은 오자와의 정찰 함대인 잠수함 25척 중 17척을 격파했다. 미국의 반복되는 공격으로 일본의 육상 비행장이 파괴되었고, 오자와의 주공은 협력이 부족하여 일본 전투기가 그들의 목표에 제때 도착하지 못하는 상황이 발생했다. 니미츠의 지시에 따라 미국 항공모함은 모두 전투 정보 시설을 갖추어 레이다 기록을 해석하고 헬켓에게 무선 주파를 가로채게 했다. 미국 전투기는 이러한 작전에서 130대의 전투기를 잃고 76명의 승조원이 사망했다. 그러나 일본군은 450대의 전투기와 3척의 항모를 잃고 445명의 승조원이 사망했다.

### 필리핀 1944-1945

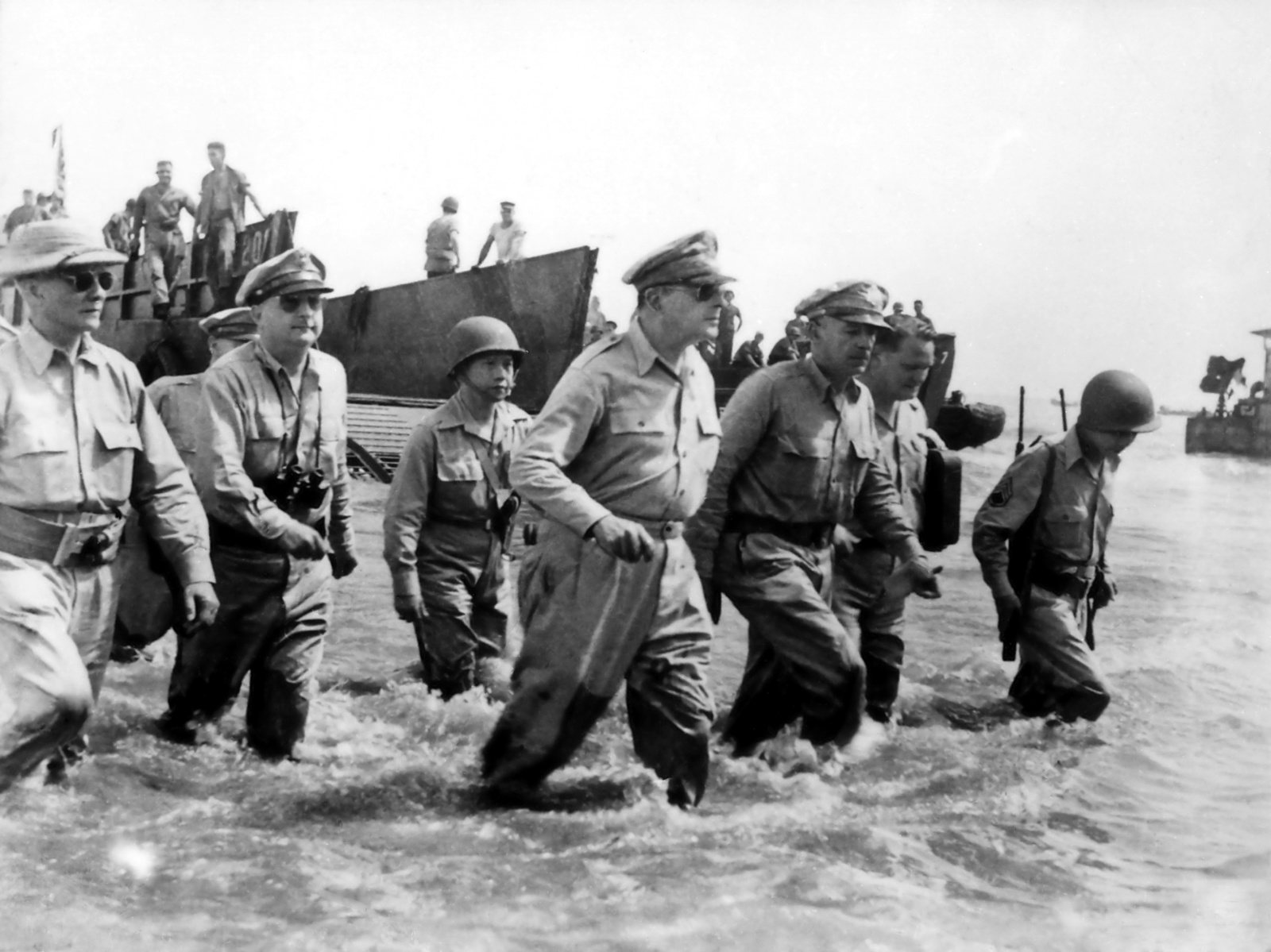
레이테 해안에 도착한 더글러스 맥아더.

1944년 10월 20일 미국 제6군이 해군과 공군의 지원 공격 이후 민다나오섬 북쪽의 레이테섬 동쪽에 상륙했다. 미국 제6군은 동쪽에서 진격을 계속했고, 일본군은 섬의 서쪽인 오르모크 만에서 지원 병력을 파견했다. 미국 제6군이 성공적으로 지원을 받은 사이 미국 제5공군은 일본군의 재보급을 파괴할 수 있었다. 폭우와 열악한 지형으로 레이테를 가로지르는 진격은 이어졌고, 북쪽의 사마르섬 일대에 상륙했다. 12월 7일 미군은 오르모크 만에서 격전을 벌인 후 그 섬에 상륙해 레이테섬으로 향하는 일본군의 지원 및 보급로를 차단했다. 레이테섬에서 치열한 전투가 몇 달 간 이어졌으나 이 지역은 미군의 관할권에 들어왔다.
1944년 12월 15일 미약한 저항에 부딪힌 미군은 민도로섬 남쪽 해안에 상륙했다. 이 지역은 링가옌만 작전에서 중요한 지역으로 루손섬에 예정된 주요 상륙을 지원하는 것이었다. 1945년 1월 9일 루손섬 서해안의 링가옌만 남쪽 해안에 월터 크루거의 미국 제6군의 첫 부대가 상륙했다. 175,000명의 미군이 며칠 내로 32km에 달하는 지역에 상륙했다. 공중 지원과 함께 육군은 내륙으로 진격해 클라크 공군 기지를 점령했고 1월 마지막 주 동안 이들은 마닐라 북서쪽으로 40km 진격했다.

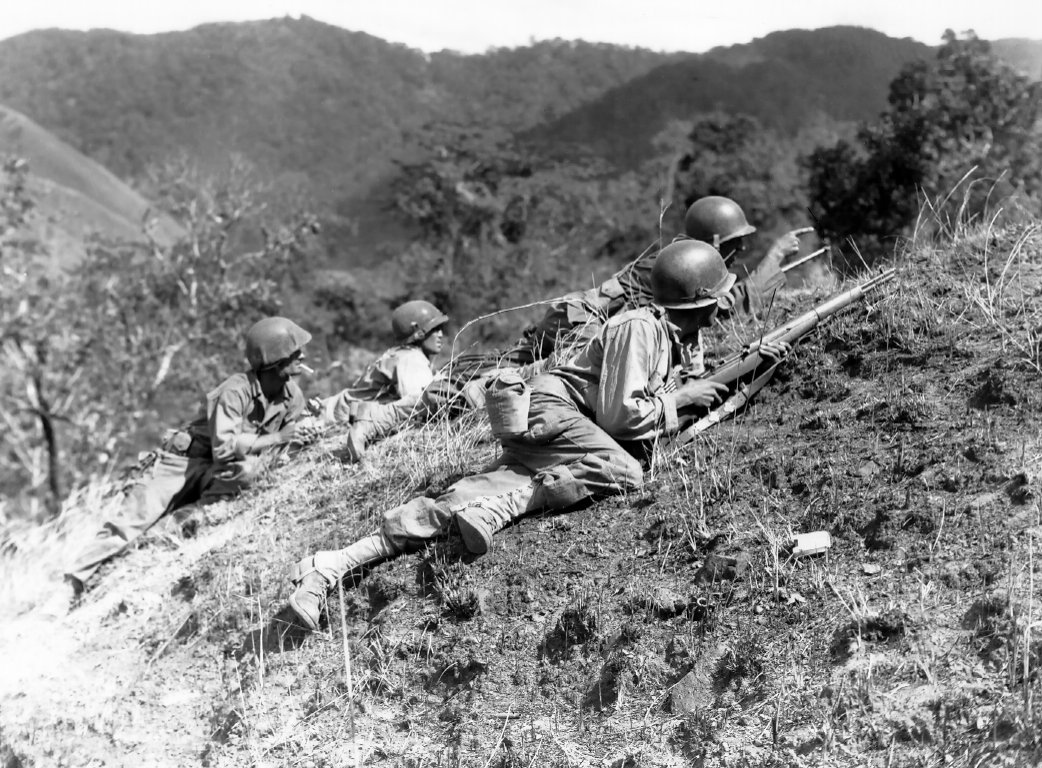
1945년 3월 23일 일본군 기지로 접근 중인 미군

바탄반도를 차단하기 위한 상륙 작전과 공수 부대가 투입된 마닐라 남부로의 상륙 작전이 개시되었다. 양쪽에서 부대는 마닐라로 진격했고 1945년 2월 3일 미국 제1기병사단의 일부 부대가 마닐라 북쪽 외곽으로 진입했고 제8기병사단이 북쪽 교외를 통과해 시내로 진입했다. 마닐라로의 진격이 북쪽과 남쪽에서 이어지는 동안 바탄반도는 빠르게 점령되었다. 2월 16일 공수부대와 상륙 부대가 코레히도르섬의 일본군 요새를 공격했고 2월 27일 섬이 확보되었다.
10개의 미군 사단과 5개의 독립된 여단이 루손에서 전투 중이었고, 이들은 태평양 전쟁에서 가장 큰 전역 중 하나였다. 이 부대는 미군이 북아프리카나 이탈리아, 남부 프랑스보다 더 많은 부대를 투입한 것이었다. 250,000명의 일본군이 루손섬을 방어 중이었고 80%가 사망했다. 이곳에서 마지막으로 항복한 일본군은 1974년 3월 9일에 항복한 오노다 히로였다.
보르네오섬과 민도로섬 사이에 있던 팔라완섬의 푸에르토프린세사로 미국 제8군이 2월 26일 상륙을 시작했다. 일본군은 팔라완에서 방어를 제대로 하고 있지 못했으나 일본군의 저항은 4월까지 지속되었다. 이는 일본군이 산악 지형의 정글에서 소규모 부대로 분산되어 있었기 때문이었다. 필리핀 전체에서 미군 병력은 필리핀 및 중국 게릴라들의 지원을 받으며 전투를 수행했다. 미국 제8군은 4월 17일 필리핀에 남아있던 유일한 섬인 민다나오섬을 향해 진격했다. 민다나오는 파나이섬, 세부섬, 네그로스섬을 비롯한 술루 제도의 여러 섬을 점령한 이후 미군이 공격했다. 이 섬들은 미국 제5공군과 제13고군에 기지를 제공했다.

## 같이 보기
- ABCD 포위망
- 일본의 전쟁 범죄
- 다운폴 작전
  - 코로넷 작전(Operation Coronet)
  - 올림픽 작전(Operation Olympic)
- 제2차 세계 대전
- 팔굉일우
- 일억옥쇄
- 신주불멸
- 텐고 작전
- 에놀라 게이
- 일본의 항복
- 리하르트 조르게 - 진주만 침공일을 정확하게 알아내어 소련으로 보내려다 체포되었다.